# 銅
銅（どう、英語: copper、ラテン語: cuprum）は、原子番号29の元素。元素記号は Cu。周期表では金、銀と同じく11族に属する遷移金属である。金属資源として人類に古くから利用され、生産量・消費量がともに多いことからコモンメタル、ベースメタルの一つに位置づけられる。歴史的にも硬貨や表彰メダルなどで金銀に次ぐ存在とされてきた。

## 名称

### 語源
ラテン語では cuprum と言い、元素記号Cuはラテン語の読み、さらに cyprium aes（キプロス島の真鍮）に由来し、キプロスにフェニキアの銅採掘場があったことに由来する。
英語の copper はラテン語の cuprum に由来し、「カッパー」ないし「コッパー」と呼ばれる。しばしば銅を意味すると誤解される bronze（ブロンズ）は、正確には青銅を指す。銅メダルの素材は確かに青銅であり、Bronze Medal（ブロンズメダル）というのは正しい。

### 日本での名称
日本で初めて銅が使われたのは、紀元前300年の弥生時代といわれている。国内で銅鉱石を初めて産出したのは698年（文武天皇2年）で、因幡国（鳥取県）から銅鉱を朝廷に献じたと伝えられている。また708年（慶雲5年）に、武蔵国（埼玉県）秩父から献上された銅を用いて貨幣（和同開珎）がつくられ、元号も和銅と改められたとなっている。
7世紀後半の飛鳥池遺跡から発見された「富本銭」は、その鋳造が700年以前に遡ることが確認された他、遺跡からの溶銅の大量出土は、7世紀後半の産銅量が既に一定の水準に達していたことを物語っている。その色あいから銅（あかがね）と呼ばれた。
江戸時代の元禄時代には、精錬技術が発展して純度の高い銅ができ、長崎から中国、ベトナム、インド、インドネシアやヨーロッパまで運ばれた。この銅は棹銅（さおどう）と呼ばれた。
明治19年までは一般的には「あかがね」と呼んでいたが、明治の初めの金工家である加納夏雄は、素材としての銅を「あか」と呼んでいた。また、明治30年に発刊された「鏨迺花」には銅を素銅（すあか）と記述していて、その後の刀剣社会のみ、銅を素銅（すあか）と呼ぶようになった。現代では銅（どう）と呼んでいる。

## 性質

### 物理的性質

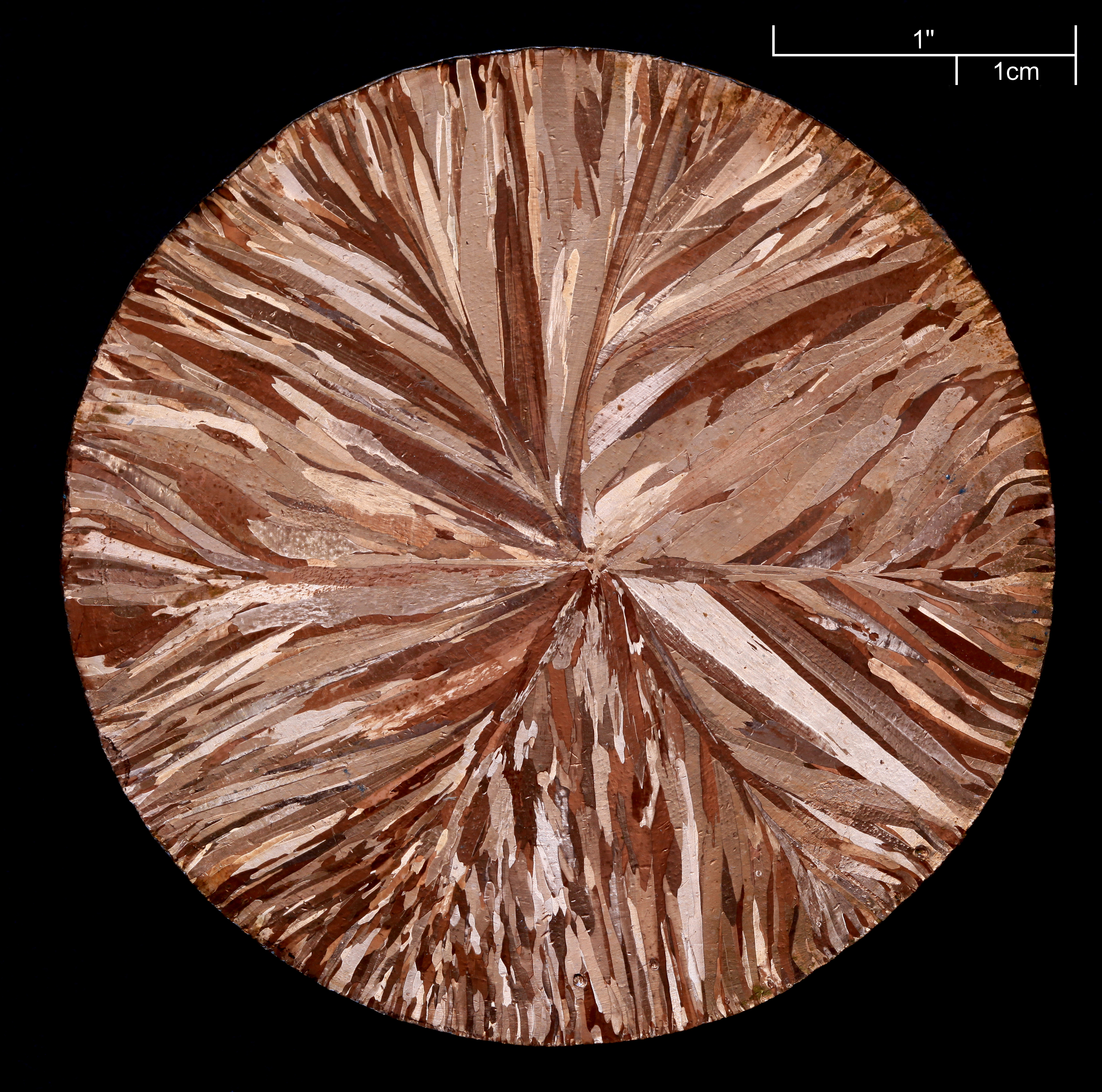
連続鋳造およびウェットエッチングによって作られた純度99.95 %の銅ディスク

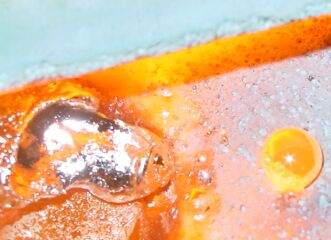
融点以上の温度に保持された溶融銅。白熱したオレンジ色と共にピンク色の光沢が見られる。

単結晶の銅は軟らかく、電気伝導度および展延性が高い金属であり、これは同じ第11族元素である銀や金と共通した性質である。これは閉殻構造を取るd軌道の外側にs軌道の電子が1つだけ存在しているという、第11族元素の電子配置に起因している。このような電子配置であるためにd軌道の電子の多くは原子間の相互作用に寄与せず、原子同士を結び付ける金属結合はs軌道の電子によって支配される。そのためこれらの元素は、d軌道が閉殻でなくd軌道の電子が結合に寄与する他の金属元素と比較して共有結合性が弱く金属結合性が強い結合が形成されることとなり、高い電気伝導度や延展性といった金属結合に起因する性質が強く現れる。巨視的なスケールにおいては、結晶格子に結晶粒界のような拡張欠陥が発生して硬度が増すため、負荷応力下での流動性の妨げとなる。そのため、通常銅は単結晶形よりも強度の高い多結晶微粒子の形で供給される。
銅は室温において、純粋な金属の中で2番目に高い電気伝導性 (59.6×106 S/m)および熱伝導率 (386 W⋅m−1⋅K−1)を有する。室温における金属中での電気伝導の抵抗の大部分は結晶格子の熱振動によって電子が拡散されることに起因しており、銅のような軟らかい金属ではこの熱振動が比較的弱いということが、その原因の1つとなっている。空気中における銅の最大許容電流密度はおよそ3.1×106 A/m2であり、それ以上になると過熱する。銅は他の金属と同様に、他の金属と接触することで電気腐食を起こす。
青みがかった色のオスミウム、黄色の金と共に、銅は自然の色が灰色もしくは銀色以外の色である3つの金属元素のうちの1つである。銅は赤橙色をした金属であるが、空気中に曝されると赤みがかった色に退色する。この特徴的な銅の色は、満たされている3d軌道と半分空になっている4s軌道の間での電子遷移に起因し、これらの電子軌道のエネルギー差が赤橙色の光と一致するためにこのような色を示す。これは金が特徴的な金色を示すメカニズムと同一のものである。

### 化学的性質
銅は+1（第一銅）および+2（第二銅）の酸化数を取り、豊富な種類の化合物を形成する。銅は水とは反応しないものの、空気中の酸素とは徐々に反応して黒褐色をした酸化銅の被膜を形成する。生じた錆によって全体が酸化されてしまう鉄とは対照的に、銅の表面に形成される酸化被膜はさらなる酸化の進行を防止する。湿った条件下では二酸化炭素の作用により緑青（水酸化炭酸銅）を生じ、この緑色の層は、自由の女神像や高徳院の阿弥陀如来像（鎌倉大仏）などのような古い銅の建造物などにおいてしばしば見られる。硫化水素および硫化物は銅と反応して、その表面に様々な形の硫化銅を形成する。硫黄化合物を含んだ空気に曝された際に見られるように、硫化物との反応においては銅は腐食される。赤熱下では酸化銅(II)を生成し、さらなる加熱により酸化銅(I)となる。酸素と塩酸によって塩化銅が、酸性条件下で過酸化水素によって2価の銅塩が形成されるように、酸素を含んだアンモニア水は銅の水溶性錯体を与える。塩化銅(II)は銅と均化して塩化銅(I)となる。
銅はイオン化傾向が小さいため塩酸や希硫酸といった酸とは反応しないが、硝酸、熱濃硫酸のような酸化力の強い酸や、塩酸と過酸化水素の混合物とは反応する。
- 希硝酸との反応

{\displaystyle {\ce {3Cu + 8HNO3 -> 3Cu(NO3)2 + 4H2O + 2NO (^)}}}
- 濃硝酸との反応

{\displaystyle {\ce {Cu + 4HNO3 -> Cu(NO3)2 + 2H2O + 2NO2 (^)}}}
- 熱濃硫酸との反応

{\displaystyle {\ce {Cu + 2H2SO4 -> CuSO4 + 2H2O + SO2}}}
溶融銅は酸素および水素ガスを吸収し、これらの気体を吸蔵した銅は脆性が高い。そこでリチウム、リン、ケイ素が脱酸剤として用いられ、このような処理をした銅を脱酸銅と呼ぶ。

### 同位体
銅には29の同位体があり、63Cuおよび65Cuは安定同位体である。天然銅のおよそ69 %が63Cu、31 %が65Cuであり、共に3/2のスピン角運動量を持つ。銅の他の同位体は放射性同位体であり、最も安定なものは半減期61.83時間の67Cuである。7つの準安定同位体が明らかとなっており、最も長命なもので半減期3.8分の68mCuがある。質量数が64以上の同位体ではβ−崩壊によって崩壊し、64以下のものはβ+崩壊によって崩壊する。半減期12.7時間の64Cuは、β−崩壊とβ+崩壊の両方法で崩壊する。
62Cuおよび64Cuには重要な用途がある。64CuはX線写真の造影剤として利用され、64Cuのキレート錯体は癌の放射線療法に対して用いられる。62CuはCu(II)-pyruvaldehyde-bis(N4-methyl-thiosemicarbazone) (62Cu-PTSM) の形でポジトロン断層法における放射性トレーサーとして利用される。

## 化合物

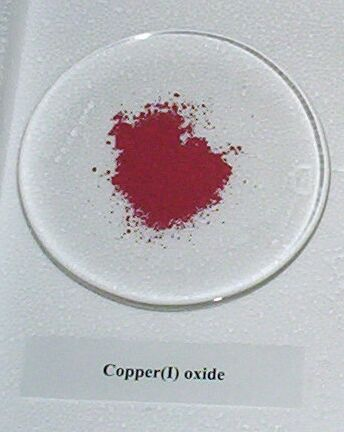
酸化銅(I)の試料

### 二元化合物
銅と他の元素との化合物のうち、最も単純なものは二元化合物である。主要なものは酸化物、硫化物およびハロゲン化物である。1価および2価の銅の両方の酸化物が知られている。多数の銅の硫化物の間で重要なものの例として硫化銅(I)および硫化銅(II)が含まれる。
1価の銅のハロゲン化物は塩素、臭素およびヨウ素とのものが知られており、2価の銅のハロゲン化物はフッ素、塩素および臭素とのものが知られている。2価の銅とヨウ素を反応させてもヨウ化銅(II)は合成されず、ヨウ化銅(I)とヨウ素が得られる。
{\displaystyle {\ce {2 Cu^2+ + 4 I^- -> 2 CuI + I2}}}

### 錯体化学

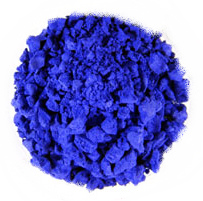
2価の銅はアンモニアを配位子とすることで濃青色の錯化合物を与える。この写真は硫酸テトラアンミン銅(II)である。

銅は他の金属と同様に配位子との間で錯体を形成する。水溶液中において2価の銅は[Cu(H2O)6]2+の形で存在している。遷移金属の金属アコ錯体に対する配位水の交換速度は最も早い。水酸化ナトリウム溶液を加えることで明青色の水酸化銅(II)が沈降する。
{\displaystyle {\ce {Cu^2+ + 2OH^- -> Cu(OH)2}}}
アンモニア水を加えた場合も同様に沈殿を生じるが、アンモニア水の添加量が過剰になるとテトラアンミン銅(II)イオンを形成して沈殿が再溶解する。
{\displaystyle {\ce {Cu(H2O)4(OH)2 + 4NH3 -> [Cu(H2O)2(NH3)4]^2+ + 2H2O + 2OH^-}}}
多くのオキソアニオンは銅イオンとの間に錯体を形成し、それには酢酸銅(II)や硝酸銅(II)などが含まれる。硫酸銅(II)は青色の結晶の5水和物を形成し、それは研究室において最も一般的な銅化合物である。それはボルドー液と呼ばれる殺菌剤として用いられる。

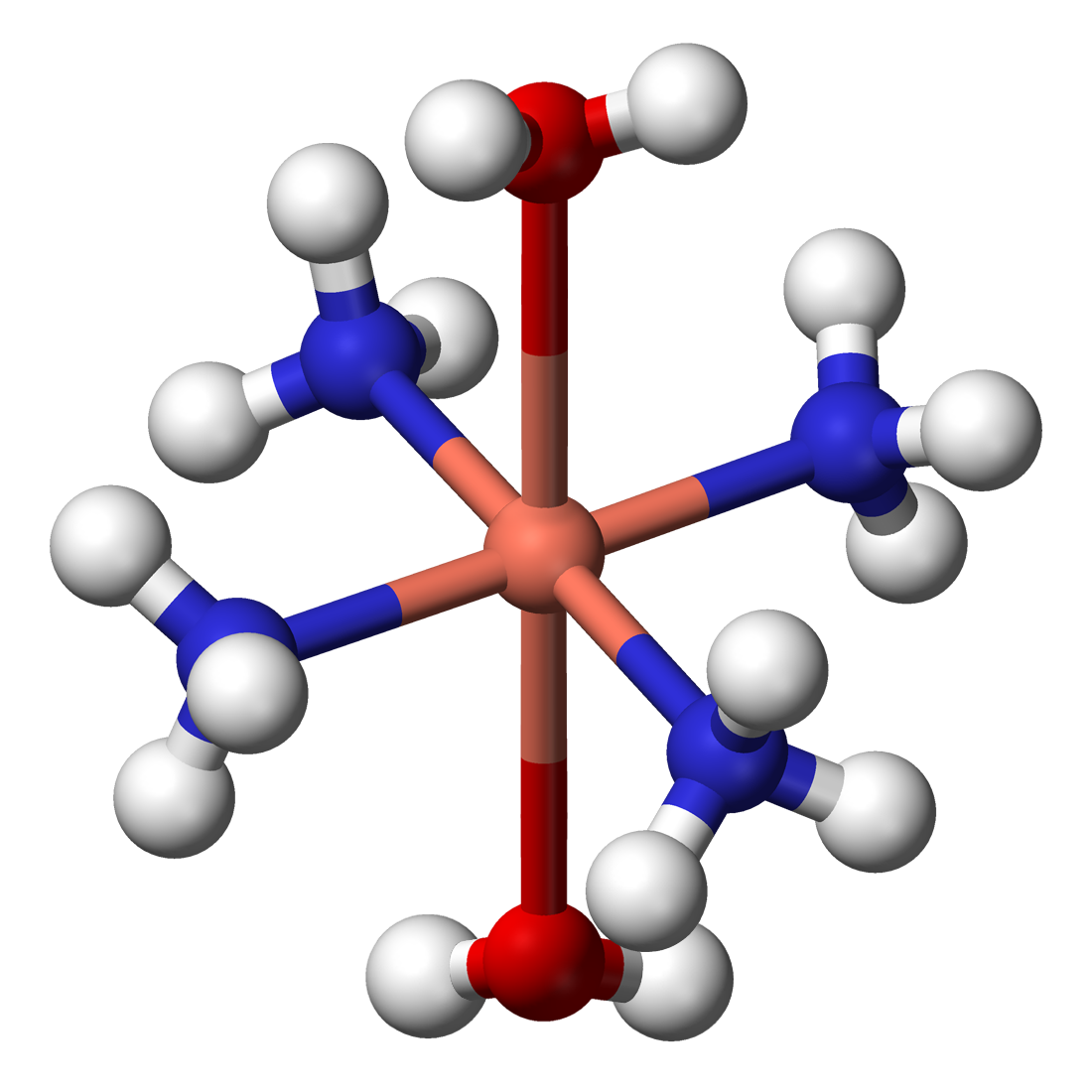
\ [Cu(NH3)4(H2O)2]^2+錯体の球棒モデル。銅(II)に典型的な八面体形分子構造を示す。

複数のヒドロキシ基を含むポリオールは一般的に2価の銅塩と相互作用を示す。例えば、銅塩は還元糖の検出に用いられる。特に、ベネジクト液およびフェーリング液を用いた糖の検出は、青色の2価の銅が赤色の1価の酸化銅(I)に還元される際の色変化によって識別される。シュバイツァー試薬およびエチレンジアミンや他のアミン類との錯体はセルロースを分解する。アミノ酸は2価の銅との間で非常に安定なキレート錯体を形成する。銅イオンに関する多くの湿式反応が存在し、例えば銅イオンを含む溶液にフェロシアン化カリウムを加えることで茶色の銅(II)塩の沈殿が生じる反応がある。

### 有機銅化合物
炭素-銅結合を含む化合物は有機銅化合物として知られている。それは酸素に対する反応性が非常に高く酸化銅(I)を形成し、化学において有機銅試薬として多くの用途が存在する（有機銅試薬の反応）。それは1価の銅化合物をグリニャール試薬もしくは末端アルキン、アルキルリチウムで処理することで合成され、特にアルキルリチウムとの反応ではギルマン試薬が合成される。これらはハロゲン化アルキルによって置換反応を起こしてカップリング生成物を形成し、それらは有機合成化学の分野で重要である。炭化銅(I)は衝撃に非常に敏感であるが、カディオ・ホトキェヴィチカップリング や薗頭カップリング のような反応の中間体である。エノンへの求核共役付加反応 およびアルキンのカルボメタル化もまた有機銅化合物を用いることで実現された。1価の銅はアルケンおよび一酸化炭素との間で様々な弱い錯体を形成し、それは特にアミン配位子の存在下において顕著である。

### 3価および4価の銅化合物
3価の銅化合物は有機銅化合物の反応において中間体としてしばしば見られる。ジ銅のオキソ錯体もまた3価の銅であることを特徴とする。非常に基本的なフッ化物の配位子は高酸化状態の金属イオンを安定化させ、3価および4価の銅化合物にはK3CuF6やCs2CuF6 のようなフッ化物との錯塩がある。紫色をした3価の銅の化合物である、ジおよびトリペプチドは脱プロトン化されたアミド配位子によって高酸化状態が安定化されている。

### 主な銅の化合物
- 硫化銅 (CuS)
- 塩化銅(I) (CuCl)
- 塩化銅(II) (CuCl2)
- 酸化銅(I) (Cu2O)
- 酸化銅(II) (CuO)
- 硫酸銅 (CuSO4)

## 分析

### 定性分析
溶液中の銅の定性分析としては、水酸化ナトリウムを加えた際に生じる水酸化銅(II)の沈殿や、ヘキサシアノ鉄(III)カリウムを加えた際に生じるフェロシアン化銅の赤褐色沈殿、硫化ナトリウムを加えた際に生じる硫化銅(II)の黒色沈殿などを観察する方法がある。微量な銅イオンの定性方法としてはアンモニアを加えた際に生じるアンミン錯体の青色を検出する方法が用いられ、この方法による検出限界は60 ppmである。妨害元素としては銅と同じ青色のアンミン錯体を形成するNi2+があり、Co2+などのアンミン錯体も呈色によって銅錯体の青色を検出を困難にする。またアンモニア塩基性で沈殿を生じる元素が共存していると銅が共沈してしまうため、こちらも妨害要因となる。さらに感度の高い方法としてジエチルジチオカルバミン酸ナトリウムとの反応によって生じる黄褐色化合物を検出する方法があり、この方法による検出限界は10 ppmである。妨害元素の多くはEDTAの添加によってマスキングすることができるが、Bi3+が200 ppm以上共存していると銅と同様の反応を起こして妨害となる。Cu+はほとんどの化合物が難溶性であり溶液中に存在することが希である。
銅は青緑色の炎色反応を示すため、炎色反応の観察によっても定性分析をすることが可能である。その青緑色の輝線の波長は530–550 nmの幅を持つブロードなスペクトルである。

### 定量分析
銅の定量分析法のうち、古典的なものとして重量分析法と比色分析法がある。重量分析法では、試料を溶解させた溶液を処理して酸化銅(II)や硫化銅(II)、チオシアン酸銅(II)などの溶解度の極めて低い銅化合物を生成させて分離し、その重量を測定することで試料中の銅濃度を定量するという方法が利用される。例えば酸化銅(II)を生成させる方法では、試料を酸性溶液に溶解させた後に水酸化ナトリウムなどを加えて塩基性とした状態で加熱することで水酸化銅(II)の沈殿を生成させ、これに臭素水などを加えてさらに過熱することで水酸化銅(II)を酸化させて酸化銅(II)とする。こうして得られた酸化銅(II)をるつぼに入れて強熱した後、その重量を測定することで試料中の銅濃度を定量することができる。酸化銅(II)を用いる方法は比較的分析精度が高いものの高濃度試料の分析には適さず、チオシアン酸銅(II)を用いる方法は様々な夾雑元素を分離できるため銅鉱石のような試料の分析に適している。また比較的新しい方法としては、試料を溶解させた溶液を電気分解して金属銅を析出させ、その重量を測定する電解重量法も銅の重量分析法として用いられる。電解重量法は国際標準化機構によるISO 1553:1976, ISO 1554:1976および、日本産業規格による対応規格であるJIS H 1051:2005において銅および銅合金中の銅定量方法として規格されている。この方法では、電解させた後の溶液中に銅が残存してしまうため電解残液中の銅を別の方法で測定する必要があり、その方法としてはオキザリルジヒドラジド吸光光度法や原子吸光光度法、誘導結合プラズマ発光分析法が規定されている。比色分析法では、定性分析として用いられる銅のアンミン錯体が呈する青色の発色の程度が銅濃度に比例することを利用して、目視 もしくは分光光度計を利用した分光光度法によって銅濃度を定量することができる。銅を発色させる試薬は様々な種類のものが研究されており、2,9-ジメチル-4,7-ジフェニル-1,10-フェナントロリン（バソクプロイン）を用いる方法では溶液中の銅濃度2 μg/Lという検出限界が達成されている。
容量分析法もまた、銅の定量分析法として用いられる。このような方法としては、銅のアンミン錯体が青色でありシアノ錯体は無色であることを利用した錯滴定法や、酢酸酸性条件において銅がヨウ化カリウムと反応することで遊離するヨウ素をチオ硫酸ナトリウムで滴定する酸化還元滴定法などがある。また、重量分析法で利用されるチオシアン酸銅(II)は水酸化ナトリウム溶液中で加熱すると水酸化銅(II)とチオシアン酸ナトリウムが生成されるため、このチオシアン酸ナトリウムを濃度既知の過マンガン酸カリウム溶液で酸化還元滴定をすることによっても銅を定量することができる。
溶液中に含まれる微量な銅の定量分析には、原子吸光光度法 (AAS) や誘導結合プラズマ発光分析法 (ICP-AES)などの機器分析が利用される。試料中の銅濃度が低く検出できない場合や共存する元素によって分析結果に誤差が生じるような場合には、前処理としてジエチルジチオカルバミン酸ナトリウムを用いて銅錯体を形成させ、酢酸ブチルを有機層として溶媒抽出することで銅を分離、濃縮する操作が行われる。AASでは通常アセチレン-空気炎を用いて324.8 nmの吸収波長で測定され、試料の原子化に黒炭炉を用いた黒炭炉原子吸光分析を利用することで分析感度を向上させることができる。ICP-AESでは324.754 nmの発光波長で測定され、夾雑元素によるスペクトル干渉を受けやすい。また、蛍光X線元素分析法 (XRF)やイオン電極、ストリッピングボルタンメトリーなどによる定量分析も利用される。

## 歴史

### 銅器時代

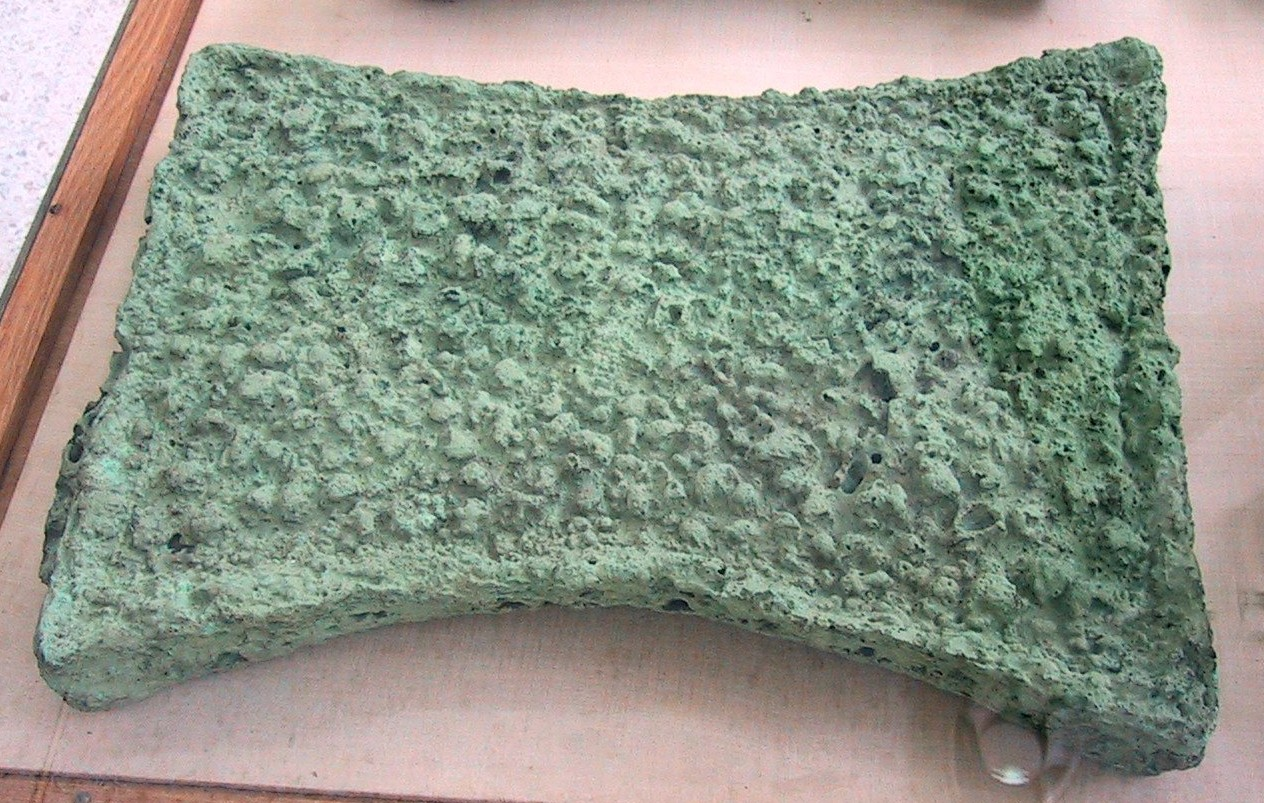
クレタ島のザクロス遺跡から発見された腐食した銅のインゴット。当時、典型的だった動物の毛皮状の成型がされている。

銅は自然銅として自然中に存在しており、最初期の文明のいくつかにおいても知られ先史時代から使われてきた金属である。銅の使用には少なくとも1万年の歴史があり、紀元前9000年の中東で利用され始めたと推測されている。イラク北部で紀元前8700年と年代決定された銅のペンダントが出土しており、これは確認される最古の銅だと言われている。金および隕鉄（ただし鉄の溶融はできていない）だけが、人類が銅より前に使用していたという証拠がある。銅の冶金学の歴史は、1. 自然銅の冷間加工、2. 焼きなまし、3. 製錬および4. インベストメント鋳造の順序に続いて発展したと考えられる。東南アナトリアにおいては、これら4つの冶金技術はおよそ紀元前7500年頃の新石器時代の初めに若干重複して現れる。農業が世界中のいくつかの地域（パキスタン、中国およびアメリカ大陸を含む）でそれぞれ独立して発明されたのと同様に、銅の溶錬もいくつかの異なる地域で発明された。それはおそらく、紀元前2800年頃の中国、西暦600年頃の中央アメリカ、および西暦9から10世紀頃の西アフリカでそれぞれ独立して発明された。インベストメント鋳造は紀元前4500から4000年頃に東南アジアで発明され、また、放射性炭素年代測定によって英国チェシャーのアルダリー・エッジにある銅鉱山が紀元前2280年から紀元前1890年のものであると確かめられた。紀元前3300年から紀元前3200年頃のものと見られるミイラのアイスマンは、純度99.7 %の純銅製の斧の頭とともに発見された。彼の髪に高純度のヒ素が見られたことから、彼が銅精錬に関わっていたのではないかと考えられている。ミシガンおよびウィスコンシンのオールドカッパー文化（古代北米におけるネイティブ・アメリカンの社会。銅製の武器や道具を広く利用していた）における銅の生産は紀元前6000年から紀元前3000年の間の年代を示している。これらのような銅と関わった経験が他の金属の利用の発展の助けとなり、特に、銅の溶錬から鉄の溶錬（塊鉄炉）の発見に至った。

### 青銅器時代

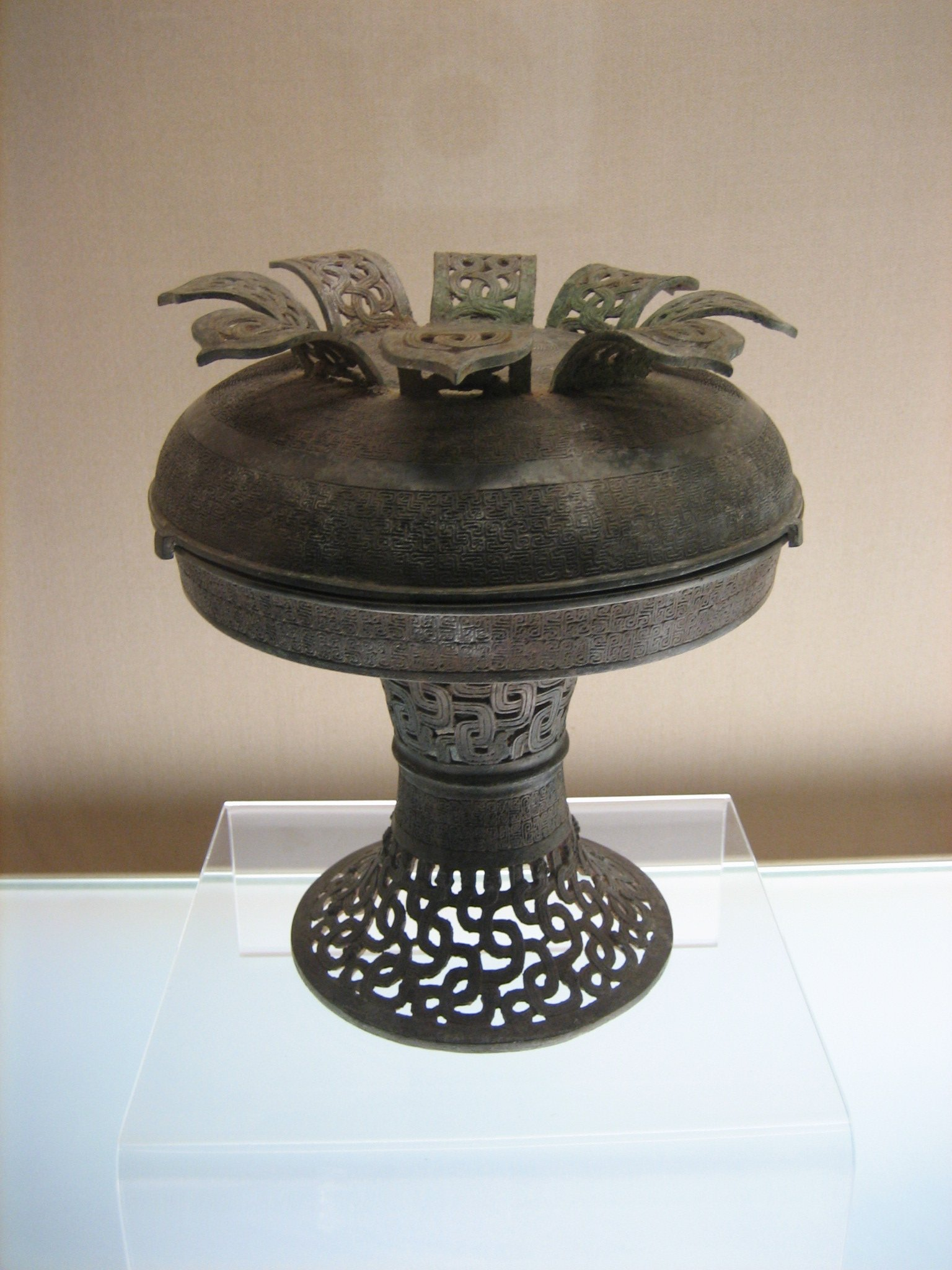
春秋時代の青銅器

銅とスズとの合金である青銅の製造は銅の溶錬法の発見からおよそ4000年後に初めて行われ、その2000年後には自然銅の一般的な用途となった。シュメールの都市から発見された青銅製品や、古代エジプトの都市から発見された銅および青銅製品は紀元前3000年頃のものと見られている。青銅器時代は東南ヨーロッパで紀元前3700年から紀元前3300年頃に始まり、北ヨーロッパでは紀元前2500年頃から始まった。青銅器はまた古代のエジプトや中国（殷王朝）などでも使われるようになり、世界各地で青銅器文明が花開いた。それは鉄器時代の始まり（中東では紀元前2000年から紀元前1000年頃、北ヨーロッパでは紀元前600年頃）によって終了した。新石器時代から青銅器時代への移行期は、石器とともに銅器が使われ始めた時代であることから、以前は銅石器時代と呼ばれていた（「銅器時代」も参照）。この用語は、世界の一部の地域では新石器時代と銅石器時代の境界が重なっているために徐々に使われなくなっていった。銅と亜鉛の合金である真鍮の起源はずっと新しい。それはギリシャ人には知られており、ローマ帝国期の青銅の不足を補う重要な合金となった。

### 古代および中世

錬金術において銅のシンボル（恐らくは枠にはめた鏡）はまた女神および金星のシンボルでもある。

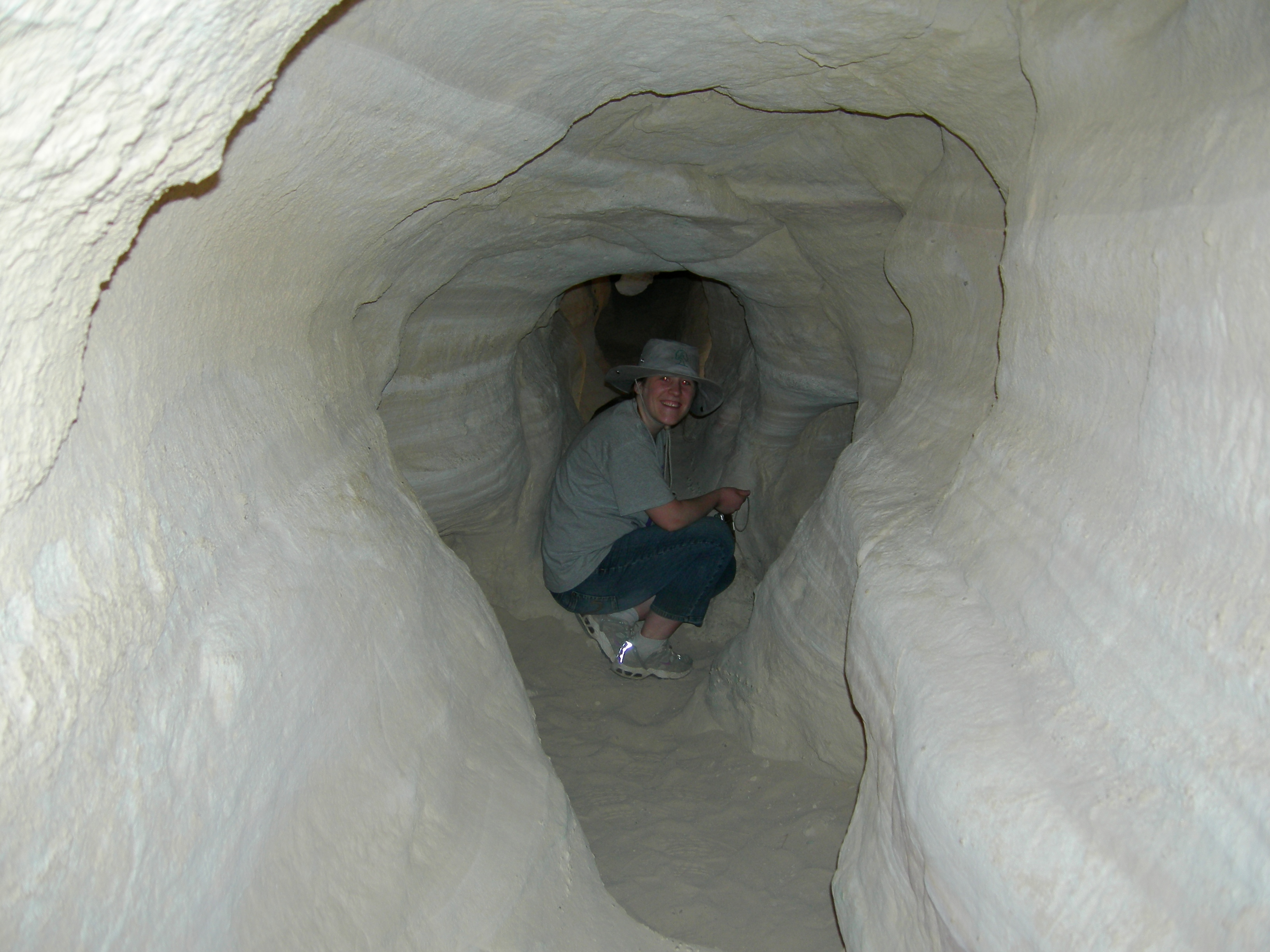
ティムナ・バレー（イスラエル、ネゲヴ）にある銅石器時代の銅鉱山

ギリシャでは、銅はカルコス（χαλκός、chalkos）として知られていた。それはギリシャ人、ローマ人および他の民族にとって重要な資源であった。ローマ時代にはキュプリウム・アエス（aes Cyprium、キプロス島の銅）として知られており、アエス (aes)は多くの銅が採掘されたキプロス島からの銅合金および銅鉱石を示す一般的なラテン語の用語である。キュプリウム・アエスというフレーズはクプルム (cuprum)と一般化され、そこから英語で銅を示すカッパー (copper)となった。銅の光沢の美しさや、古代には鏡の生産に銅が用いられていたこと、および女神を崇拝していたキプロスとの関係から、女神であるアプロディーテーおよびウェヌスは神話と錬金術において銅の象徴とされた。古代に知られていた7つの惑星は、古代に知られていた7つの金属と関連付けられ、金星は銅に帰されていた。
イギリスでの真鍮の初めての使用は紀元前3世紀から2世紀頃に起こった。北アメリカ大陸での銅鉱山はネイティブ・アメリカンによって周辺部の採掘から始まった。自然銅は800年から1600年までの間に、原始的な石器によってアイル・ロイヤルから採掘されていたことが知られている。銅の冶金学は南アメリカ大陸、特に1000年頃のペルーにおいてで盛んであった。アメリカ大陸における銅の利用の発展は他の大陸よりも非常に遅く進行した。15世紀から銅の埋葬品が見られるようになったが、金属の商業生産は20世紀前半まで始まらなかった。
銅の文化的な役割は、特に流通において重要だった（銅貨）。紀元前6世紀から紀元前3世紀までを通して、古代ローマでは銅の塊をお金として利用していた。初めは銅自体が価値を持っていたが、徐々に銅の形状と見た目が重要視されるようになっていった。ガイウス・ユリウス・カエサルは真鍮製のコインを作り、一方でアウグストゥスのコインは銅-鉛-スズ合金から作られた。当時の銅の年間生産量は15000トンと推定されており、ローマの銅採掘および溶錬活動（ローマにおける冶金）は産業革命の時まで凌駕されない規模に達していた。最も熱心に採掘された属州はヒスパニア、キプロスおよび中央ヨーロッパであった。現代の日本の硬貨においても、5円硬貨が黄銅、10円硬貨が青銅、50円硬貨、100円硬貨、旧500円硬貨が白銅、新500円玉がニッケル黄銅という銅の合金が用いられている。
日本では弥生時代より銅鐸、銅剣、銅鏡などの青銅器が鋳造されていたが、その原材料は大陸からの輸入品であった。国産の銅は698年に産出したものが始まりとされる（スズは700年）。
エルサレム神殿の門は色揚げによって作られたコリント青銅が使われた。それは錬金術が始まったと考えられるアレクサンドリアで一般的なものであった。古代インドにおいて銅は、医療体系であるアーユルヴェーダにおいて外科用器具および他の医療用器具のために用いられた。紀元前2400年の古代エジプト人は傷や飲料水の殺菌のために銅を利用し、後には頭痛、火傷、かゆみにも用いられるようになった。はんだ付けされた銅製のシリンダーを持つバグダッド電池はガルバニ電池に類似している。年代は紀元前248年から西暦226年に遡り、これが初めての電池であるように人々に考えられているが、この主張は実証されていない。

### 近現代

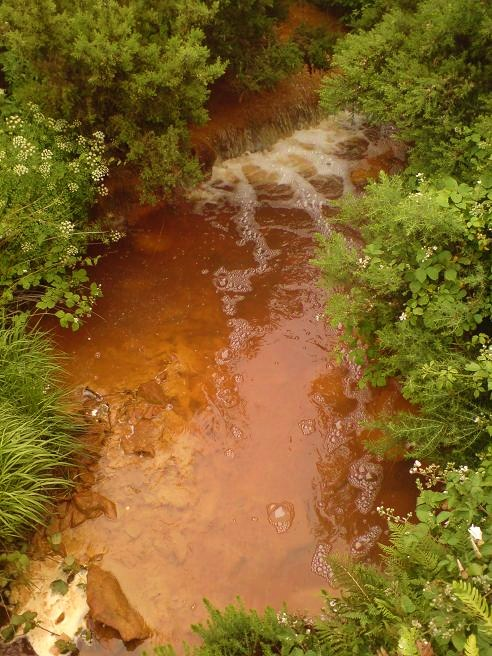
廃坑となったパレース・マウンテンの銅鉱山から流出し、影響を及ぼしている酸性鉱山排水

スウェーデンのファールンにある大銅山は10世紀から1992年まで操業された銅鉱山である。大銅山は17世紀のヨーロッパの銅需要の2/3を満たし、その期間にスウェーデンが行っていた戦争において戦費の大きな助けとなった。それは国の金庫と呼ばれ、スウェーデンは銅に裏打ちされた通貨を有していた（スウェーデンにおける銅貨の歴史）。
また同時代の主要な銅産出国としては他に、17世紀に発見された足尾銅山や別子銅山などによって銅生産が活発になっていた江戸時代の日本が挙げられる。1680年代中頃には50の銅山から年間およそ5400トンの銅が産出され、ピーク時の1697年における年間およそ6000トンという産出量は、世界一であったと推測されている。
生産された銅のおよそ1/2から2/3は、長崎貿易で世界へと輸出されており、当時の日本にとって重要な輸出品目であったが、その後、日本の銅生産量は減少の一途をたどり、18世紀中旬には産業革命を迎えたイギリス帝国に抜かれて2位となった。
明治時代には、新規産業技術の導入や機械化によって、日本の銅生産は持ち直したが、チリやアメリカ、アフリカの大規模鉱山の開発が始まると、そちらが世界の主流となっていった。日本の銅山はその後、公害や採算性の悪化により、1970年代頃から閉山が相次ぎ、1994年に日本最後の銅鉱山が閉山した。
近現代における銅生産量の増加は、銅精錬の際の副産物である亜硫酸ガスの大量放出にもつながり、例えば16–17世紀にはスウェーデンの大銅山において、亜硫酸ガスの排出による影響で、周辺森林の樹木が枯死し、全滅するという大規模公害が、長期間にわたって続いていたことが記録されている。
このような亜硫酸ガスによる公害は、世界中の銅山で発生していたものと推測されている。このような状況は産業革命以降加速し、イギリスのコーニッシュ銅山では「もし悪魔がここを通りかかったら我が家に帰ったと、錯覚するだろう」と言われるほどの深刻な公害が引き起こされ、主要な銅産出国であった日本においても、明治以降の近代化に伴い、足尾鉱毒事件が起こっている。
銅は芸術においても利用されていた。ルネサンス期の彫刻や、ダゲレオタイプとして知られる写真技術、自由の女神像 (ニューヨーク)などで用いられた。船体への銅めっきおよび銅包板の利用は広範囲におよび、クリストファー・コロンブスの船はこれを備えた最初期のものの1つであった。
1876年、ノルドドイチェ・アフィネリー社はハンブルクで最初の現代的な電気めっき工場による生産を始めた。1830年、ドイツの科学者であるゴットフリート・オサンが金属の原子量を測定していた際に粉末冶金が発明された。その前後に、スズのような銅合金の構成元素の量と種類によってベル・トーンに影響を及ぼすことが発見された。
自溶炉はフィンランドのオウトクンプ社によって開発され、1949年にハルハヴァルタで初めて用いられた。自溶炉はエネルギー効率が良く、世界の主要な銅生産の50 %を占めている。
1967年、石油における石油輸出国機構 (OPEC)と類似した役目を担うことを目的として、チリ、ペルー、ザイール、ザンビアによって銅輸出国政府間協議会が設立された。しかしながら、当時世界2位の銅生産国であるアメリカ合衆国がメンバーに加わらなかったため、OPECのような影響力を持つことができずに、1988年に解散した。
2024年現在、電気自動車をはじめ地球温暖化対策としての社会の脱炭素化や、AI、データセンターなどのために重要度や需要が大きく増しており、世界を見渡すと休眠銅山を再び開発するなどのケースもあり、近い将来、世界的な銅の不足が深刻になったり、最悪の場合枯渇してしまう危険性が指摘されており、脱炭素化の需要を満たすほどの銅の供給は現実的でないとも指摘されている。一方で2020年代、AIの力によって長年見過ごされてきた大規模な銅鉱床が発見される事例もある。

## 生産

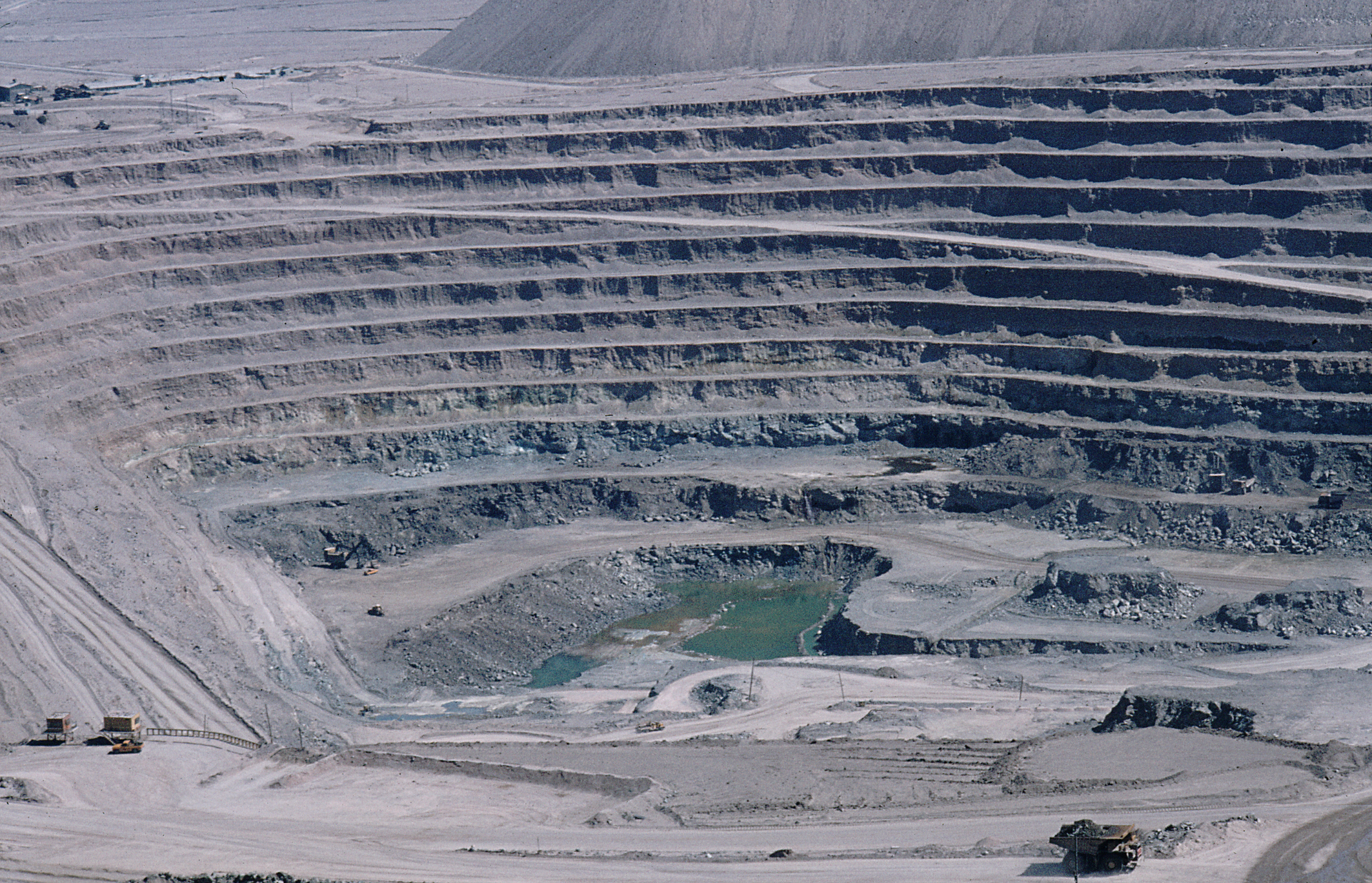
世界最大規模の露天掘り銅鉱山の1つであるチリのチュキカマタ鉱山。

2009年において、世界における銅の全生産量のうち50–60 %が斑岩銅鉱床より産出されている。斑岩銅鉱床からは銅の他にモリブデンやロジウムなどが併産される。斑岩銅鉱床はプレートの沈み込みに関連して形成されるため、南米のアンデス山脈や東南アジアのフィリピン、インドネシア周辺などプレートの周辺部に偏在している。
斑岩銅鉱床から産出される鉱石の銅含有量は、およそ0.2–1.0 %ほどである。斑岩銅鉱床から採掘される銅鉱山の例として、チリのチュキカマタ鉱山やアメリカ合衆国ユタ州のビンガムキャニオン鉱山などが挙げられる。斑岩銅鉱床に次いで産出量が多いのは堆積鉱染型鉱床で、銅の全生産量の20 %を占める。
堆積鉱染型の銅鉱床からは銀が併産され、中央アフリカのものではコバルトも併産される。堆積鉱染型鉱床は岩石の風化および堆積によって形成される堆積岩によるものであるため大陸部に偏在する。このタイプの鉱床としては、中央アフリカのザンビアからコンゴ民主共和国にかけて伸びるカッパーベルトが最大のものであり、他にポーランドのルビン鉱山などがある。
その他にも、熱水鉱床の一種である銅スカルン鉱床や火山性塊状硫化物鉱床、海底噴気堆積鉱床など様々な種類の銅鉱床が知られている。これらの銅鉱山では、主に露天掘りによる採掘が行われている。
他の方法として、採掘抗を掘り進める坑内採鉱や、希硫酸を鉱床に注入して銅を溶解抽出する原位置抽出法も行われている。坑内採鉱では費用や安全性の問題が、原位置抽出法では採用可能な地質条件が限られているため、主流にはなっていない。
世界の10大銅山のうちの5つはチリにあり、（エスコンディーダ、コデルコ・ノルテ（チュキカマタ鉱山を含む）、コジャワシ、エル・テニエンテ）、ロス・ペランブレス）、2つがインドネシア（グラスベルグ鉱山、バツビジャウ鉱山）、1つがアメリカ（モレンシ鉱山、アリゾナ州モレンシ）、ロシア（タイミル半島）およびペルー（アンタミナ）に存在する。
かつて日本は、日本三大銅山の足尾銅山、別子銅山、日立銅山と、多くの鉱山をかかえた輸出国であったが、現在は全て廃鉱となり、銅を100 %輸入に頼っている。

### 製錬
銅鉱石中の銅濃度は平均して0.6 %ほどでしかなく、商業利用される鉱石の大部分は硫化物（特に黄銅鉱 CuFeS2、少ない範囲では輝銅鉱 Cu2S）である。これらの鉱石は粉砕され、泡沫浮選もしくはバイオリーチングによって10–15 %程度にまで銅濃度が高められる。こうして銅が濃縮された鉱石に燃料としてのコークスのほか融剤として石灰石とケイ砂を加えて乾式精錬（溶錬炉で溶融）することで、黄銅鉱中の鉄の大部分はスラグとして除去される。この方法は鉄の硫化物が銅の硫化物よりも酸化されやすい性質を利用しており、銅よりも先に鉄がケイ砂と反応してケイ酸スラグを形成し、低比重のケイ酸スラグが溶融原料上に浮上してくることで鉄が分離される。また、ケイ砂と石灰石からケイ酸カルシウムが生成し、これが融剤として銅の融点を下げる。
{\displaystyle {\ce {4CuFeS2 + 9O2 -> 2Cu2S + 2Fe2O3 + 6SO2}}}
{\displaystyle {\ce {2Fe2O3 + C + 4SiO2 -> 4FeSiO3 + CO2}}}
{\displaystyle {\ce {SiO2 + CaCO_3 -> CaSiO3 + CO2}}}
その結果得られた硫化銅から成る銅鈹（マット）を空気酸化しながら焙焼することで、銅鈹中の硫化物は酸化物へと変換され、硫黄は酸化除去される。
{\displaystyle {\ce {2Cu2S + 3O2 -> 2Cu2O + 2SO2}}}
得られた酸化第一銅は2000 °Cを越える高温で加熱されることで還元され、粗銅（銅含有率は約98 %）となる。
{\displaystyle {\ce {2Cu2O -> 4Cu + O2}}}
サドバリー鉱山で用いられているマット法では、硫化物の半分だけを酸化物とした後、酸化銅を酸素源として硫化銅と反応させることで硫黄を除去する方法が用いられている。このようにして得られた粗銅は電解精錬によって精製され、副生する陽極泥からは金や白金が回収される。この工程は銅の還元されやすさが利用され、このように電解精錬によって得られた銅は電気銅とも呼ばれる。
{\displaystyle {\ce {Cu^{2+}{}+2{\mathit {e}}^{-}->Cu}}}
そこからさらに不純物を除いて純銅を生産するための方法としては、電気銅をシャフト炉で溶解製錬を行う（タフピッチ銅）、リンなどの脱酸剤を加えて残留酸素を除去する（脱酸銅）、高真空中で溶解させることで酸素を除去する（無酸素銅）などの方法が挙げられる。

### 生産量

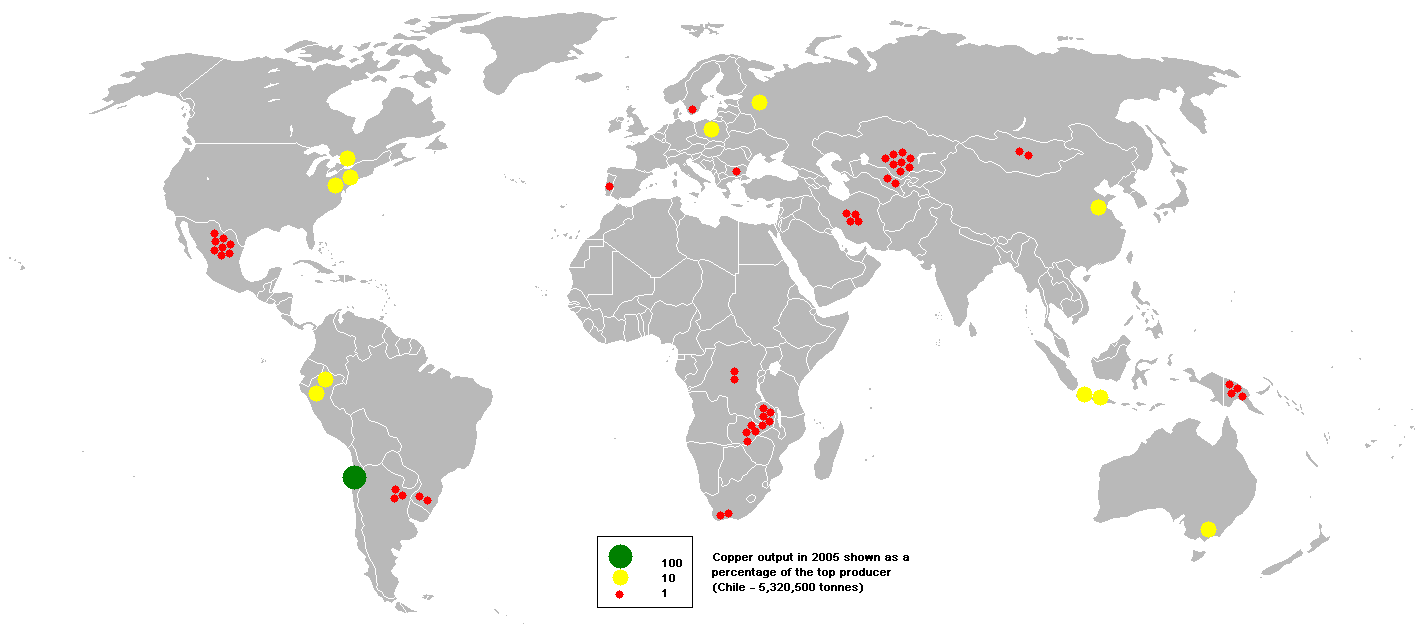
2005年の銅生産量

世界の生産動向

2005年の銅の生産量は世界全体で1501万トンであった。その内訳はチリが35 %と大半を占め、以下アメリカ合衆国7.5 %、インドネシア7.1 %、ペルー6.7 %、オーストラリア6.1 %、中華人民共和国5.0 %、ロシア4.6 %と続く。2011年の生産量は1610万トンとなり、チリが542万トンと世界生産量の1/3以上を占めており、それにペルー、中華人民共和国が続いている。2005年の製錬銅の生産量は世界全体で1658万トンであり、そのうち38 %は中華人民共和国および日本を中心とするアジア諸国が占めていた。
| 順位 | 国               | 生産量（2021年） (万トン/年) |
| ---- | ---------------- | ---------------------------- |
| 1    | チリ             | 560                          |
| 2    | ペルー           | 220                          |
| 3    | 中華人民共和国   | 180                          |
| 4    | コンゴ民主共和国 | 180                          |
| 5    | アメリカ合衆国   | 120                          |
| 6    | オーストラリア   | 90                           |
| 7    | ザンビア         | 83                           |
| 8    | ロシア           | 82                           |
| 9    | インドネシア     | 81                           |
| 10   | メキシコ         | 72                           |
| 11   | カナダ           | 59                           |
| 12   | カザフスタン     | 52                           |
| 13   | ポーランド       | 39                           |

出典: U.S. Geological Survey, Mineral Commodity Summaries, January 2022

### 埋蔵量
銅は少なくとも一万年前から人類によって利用されてきたが、これまでに採掘、製錬された全ての銅の95 %以上は1900年以降に抽出されたものである。アメリカ地質調査所の2005年版Mineral Commodity Summariesを元にした経済産業省東北経済産業局の報告書によれば、地球上の銅の確認埋蔵量はおよそ9億4000万トン、可産鉱量はおよそ4億7000万トンである。また、2011年版Mineral Commodity Summariesでは可産鉱量は6億9000万トンに増加しており、国別ではチリの1億9000万トンが最も多く全体の28 %を占めており、2位のペルーが9000万トン(13 %)とそれに続いている。鉱業的に利用可能な銅の可産年数の様々な推定データは、銅生産量の成長率などの主な要素の仮定によって25年から60年の間で変動し、2005年のデータを元に単純に可産鉱量を年間生産量で割り可産年数を算出すると32年となる。そのため、銅は2040年頃に枯渇すると言われることがある。
| 順位 | 国               | 世界の銅埋蔵量（2021年） (万トン) | 割合 |
| ---- | ---------------- | --------------------------------- | ---- |
| 1    | チリ             | 20000                             | 23 % |
| 2    | オーストラリア   | 9300                              | 11 % |
| 3    | ペルー           | 7700                              | 9 %  |
| 4    | ロシア           | 6200                              | 7 %  |
| 5    | メキシコ         | 5300                              | 6 %  |
| 6    | アメリカ合衆国   | 4800                              | 5 %  |
| 7    | ポーランド       | 3100                              | 4 %  |
| 8    | コンゴ民主共和国 | 3100                              | 4 %  |
| 9    | 中華人民共和国   | 2600                              | 3 %  |
| 10   | インドネシア     | 2400                              | 3 %  |
| 11   | ザンビア         | 2100                              | 2 %  |
| 12   | カザフスタン     | 2000                              | 2 %  |
| 13   | カナダ           | 980                               | 1 %  |

出典: U.S. Geological Survey, Mineral Commodity Summaries, January 2022

### 貿易と消費
銅は鉄、アルミニウムに次いで世界で3番目に多く消費される金属であり、銅の世界貿易で年間およそ300億ドルが動く重要な貿易品目でもある。
世界の銅需要は、国際銅協会 (ICA) によれば2020年に2500万トンである。またICAは2018年時点では、2050年に1億トン以上に増えると予測していた。しかし2022年時点の予測では、2050年の世界需要を5000万トンとしている。
| 順位 | 国             | 製錬銅の消費量 (万トン/年) |
| ---- | -------------- | -------------------------- |
| 1    | 欧州連合       | 432                        |
| 2    | 中華人民共和国 | 367                        |
| 3    | アメリカ合衆国 | 213                        |
| 4    | 日本           | 128                        |
| 5    | 大韓民国       | 81                         |
| 6    | ロシア         | 68                         |
| 7    | 中華民国       | 64                         |
| 8    | インド         | 44                         |
| 9    | ブラジル       | 34                         |
| 10   | メキシコ       | 30                         |

出典: World Copper Factbook 2007
銅の主要な産出国では、銅鉱石および製錬銅の両方を輸出している。主な輸入国は先進工業国であり、日本、中華人民共和国、インド、大韓民国およびドイツでは鉱石として、アメリカ合衆国、ドイツ、中華人民共和国、イタリア、中華民国は製錬銅として輸入している。

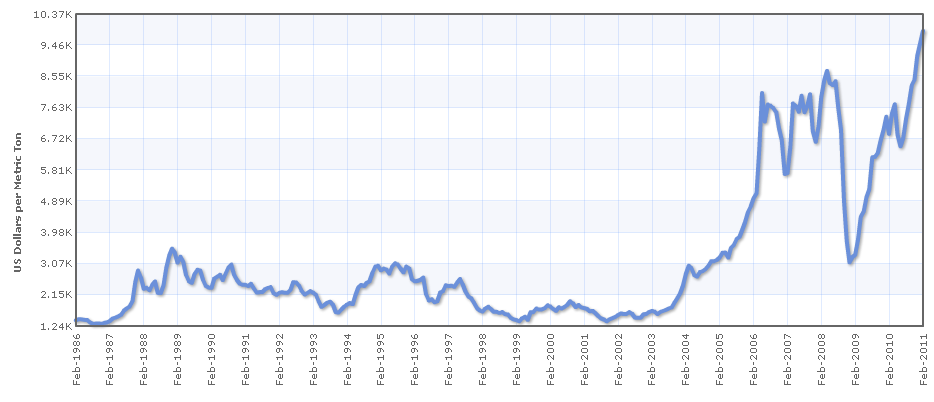
2003–2011の銅価格（USD/トン）

銅取引はロンドン金属取引所（LME）、ニューヨーク・マーカンタイル取引所、上海金属取引所の3つの主要な国際市場がある。これらの市場で日々、銅相場や先物価格が決定される。銅の価格は歴史的に不安定であり、銅のキログラム単価は1999年6月の1.32USドルから2006年5月の8.27USドルまでおよそ5倍に上昇した。2004年の銅価格の高騰は中華人民共和国をはじめとした新興国の需要の増加によるものであり、電気インフラへのリスクが生じるような銅製品（特に銅ケーブル、電線）の盗難の波が世界中で引き起こされた。それは2007年2月に5.29USドルまで下落し、そして2007年4月に7.71USドルまで反発した。2009年2月には、前年の高値から一転して世界需要の後退と物価の急な下落によって3.32USドルまで下落した。
2010年代においても、銅相場は大消費国である中国の景気の先行きを反映しやすいことから、医師にたとえて「ドクター・カッパー」の異名を持つ。

### リサイクル
リサイクルは主要な銅の資源となっている。銅はアルミニウムのように、原料のままの状態であっても製品中に含まれている状態であっても関係なく、品質の損失なしに100 %リサイクルすることが可能である。そのため銅製品に使われている銅がリサイクルされたものかどうかを判別するのは不可能であり、銅は古来からリサイクルされてきた素材の1つである。銅をリサイクルする方法は大まかに言えば銅を抽出する方法と同じであるが、必要な工程は抽出よりも少ない。高純度の銅スクラップは炉で溶融、還元された後ビレットおよびインゴットに鋳造され、低純度のスクラップは硫酸浴中で電解製錬される。銅のリサイクルにはこのような製造工程の他にもリサイクル元となる原料の収集や分別といった作業が必要となるが、それでもリサイクルに必要となるエネルギー量は鉱石から銅を抽出、製錬する場合の25 %に過ぎない。大規模な銅のリサイクルの例としては、2002年に欧州連合加盟国のうち12か国が通貨をユーロに切り替えた際に旧通貨となった硬貨のリサイクルが挙げられる。この通貨切り替えによっておよそ147496トンの銅が含まれた約260000トンの硬貨が流通停止となり、これらの硬貨に含まれる銅は溶融させてリサイクルされ、新しい硬貨から様々な工業製品まで広い範囲で再利用された。
リサイクルの効率は、製品設計のような技術的要因や銅の経済的価値、持続可能な開発への社会意識の向上といった要因に依存し、また、法律も重要な要因である。現在、家電製品や電話、自動車などの銅を含有した製品における最終的なライフサイクルの責任ある管理を推進するために、140以上の国内もしくは国際的な法律、規制、政令およびガイドラインが定められている。電気・電子機器の廃棄に関する欧州議会及び理事会指令（2002/96/CE、RAEEもしくはWaste Electrical and Electronic EquipmentからWEEE指令）は、廃棄物の発生が少ない製品を生産する生産者に対するインセンティブによって産業廃棄物および一般ごみを義務的かつ大幅に削減することを含んだ、廃棄物最小化を推進する政策である。
2004年の銅需要のうち9 %はリサイクルされた銅によって賄われており、鉱石から銅を生産し、製錬する過程で生じた廃棄物からの銅の回収も「リサイクル」であるとするならば、リサイクルされた銅の割合は全世界で31 %、欧州に限れば41 %にも上る。国際資源パネルのMetal Stocks in Society reportによると、社会で使用中の銅を備蓄と捉えて算出した世界1人あたりの銅備蓄量は35–55 kgである。これらの大部分は途上国（1人当たり30–40 kg）よりもむしろ先進国（1人あたり140–300 kg）に存在している。
日本においては、廃棄された電気製品から銅を含む金属を回収する取り組みを都市鉱山と呼んでいる。

### 銅鉱石

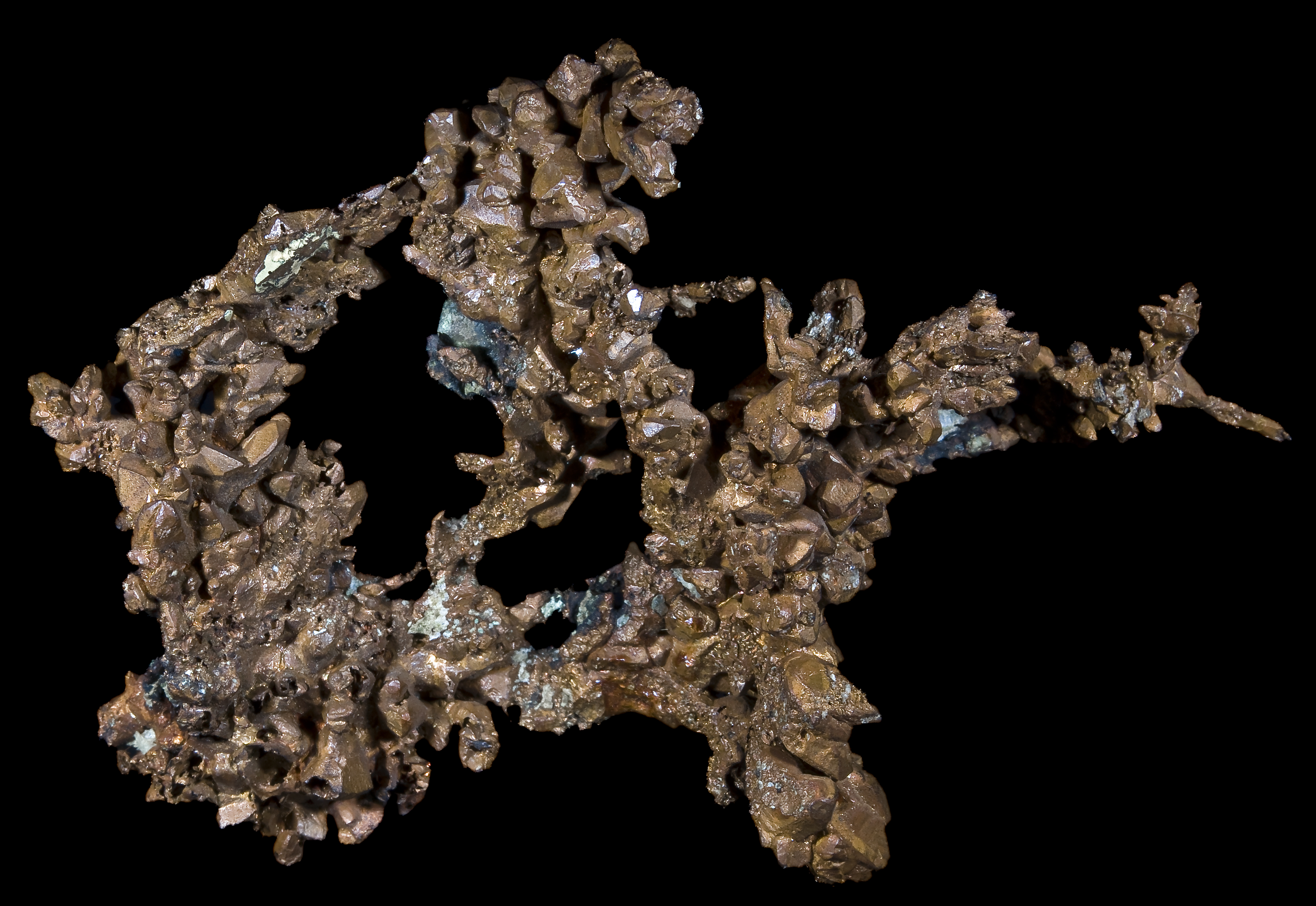
自然銅、米国ミシガン州

銅鉱石を構成する鉱石鉱物には、次のようなものがある。
- 自然銅 (Cu)
- 輝銅鉱 (Cu2S)
- 斑銅鉱 (Cu5FeS4)
- 銅藍（コベリン）(CuS)
- 黄銅鉱 (CuFeS2)
- 硫砒銅鉱 (Cu3AsS4)
- 安四面銅鉱 ((Cu,Fe,Zn)12Sb4S13)
- 赤銅鉱 (Cu2O)
- 黒銅鉱 (CuO)
- 藍銅鉱 (Cu3(CO3)2(OH)2)
- 孔雀石 (Cu2(CO3)(OH)2)

## 用途

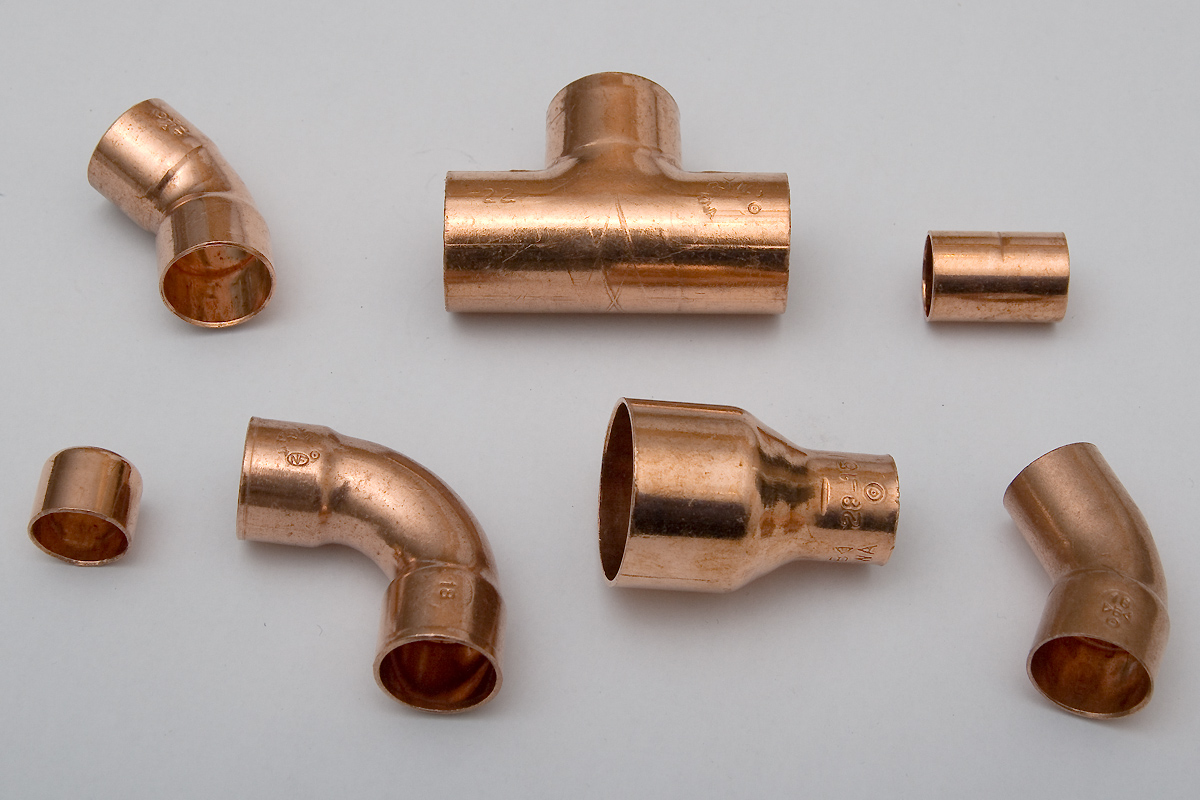
銅管の継手

銅は古代から人類とのかかわりが深く、重要な金属として扱われていた。日本でも、銅塊が発見され朝廷に献上されたことを祝い、年号が慶雲から和銅に改められた事例がある。
銅は、金属製品や硬貨の材料として、多くの文明で使用された。現代でも様々な場で使用されており、鉄に次いで重要な金属材料といえる。銅の主要な用途として電線 (60 %)、屋根ふき材および配管 (20 %)、産業機械 (15 %)が挙げられる。
銅の大部分は金属銅として利用されるが、より高硬度が求められる用途に際しては、他の元素を加えて真鍮や青銅のような合金が作られる。このように合金とされる銅は全体のおよそ5 %である。銅供給量のうちの少量は、栄養補助食品や農業における殺菌剤のための銅化合物の生産に用いられる。銅の機械加工は可能であるが、通常複雑な部品を作るための良好な被削性能を得るには合金を用いる必要がある。また銅はイオン化傾向の小さい金属であるが、耐腐食性を増すため金メッキやエナメル皮膜をされることもある。

### 電子工学と関連デバイス

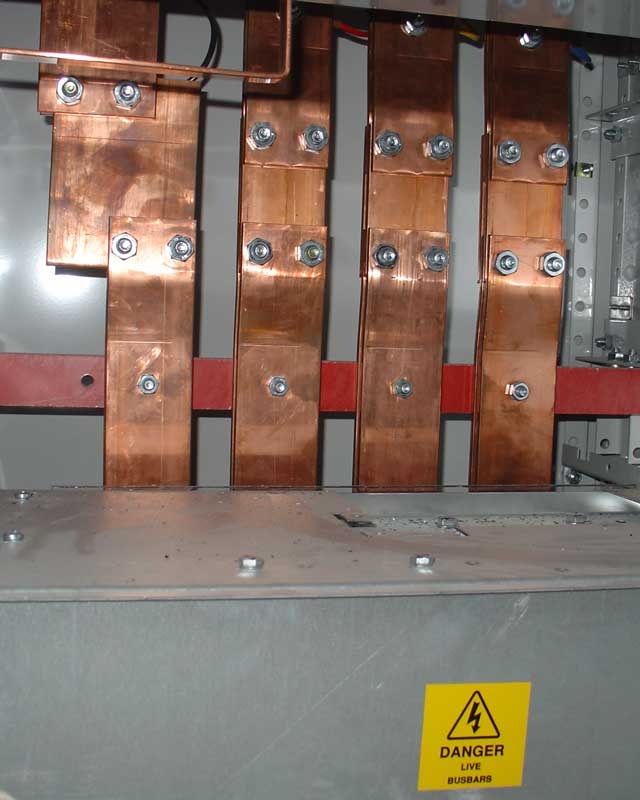
電力を大きな建物に分配する銅製の固定式母線（バスバー）

銅は工業をはじめ幅広い用途に広く用いられ、特に電気器具の配線、変圧器、電磁石のようなデバイス、銅線などの材料として用いられる。これは銅が銀に次いで電気抵抗が少なく電気伝導性に優れ、常温における伝導率が銀の94 %と遜色がない一方で、銀より価値が格段に低いためである。
また優れた電気伝導性により、希少金属の価格高騰や伝導性の改善のために、集積回路やプリント基板において金や銀、アルミニウム配線の代替としても銅が用いられる。しかしながらニッケルやコバルトと比較しても他のプロセスへの汚染度が激しいため、同一のチャンバーやラインを使用することによる銅汚染が問題となる。また、銅装置に触れた器具や工具はもとより、エンジニアやオペレーターを介した汚染もある。そのため、半導体製造工程上は、銅が他のプロセスへの影響が出ないように隔離した状態で製造するため若干の費用がかかる。
銅は比較的高い熱伝導率を持つため熱放散能力に優れており、かつ加工性にも優れているためヒートシンクや熱交換器のような廃熱・放熱部分にも銅が用いられる。真空管およびブラウン管、電子レンジにおけるマグネトロン、マイクロ波以上を伝送するための導波管にも銅が用いられている。
銅は、他の金属の電気伝導率を測る国際軟銅線標準(IACS）としても使われ、温度20 °C、長さ1 m、断面積1 mm2の条件における電気抵抗が0.017241 Ωとなる「万国標準軟銅 (IACS)」の伝導率が基準値 (100 %)とされる。

### 電気モーター
銅は他の金属材料と比較して優れた電気伝導性を有しているため、電動機の電気エネルギー効率を向上させる。電動機および電動機の駆動システムによる電気消費は世界の全電気使用量の43–46 %、工業では69 %を占めているため、電動機のエネルギー効率は重要な問題である。コイル内で銅の質量と断面積を増大させることで発動機の電気エネルギー効率は向上する。エネルギー節約を主要な目的とする電動機設計の新技術である銅製回転子 は、NEMAによるプレミアム効率規格を達成し、さらに上回る多目的誘導電動機の実現を可能にする。

### 建築及び工業

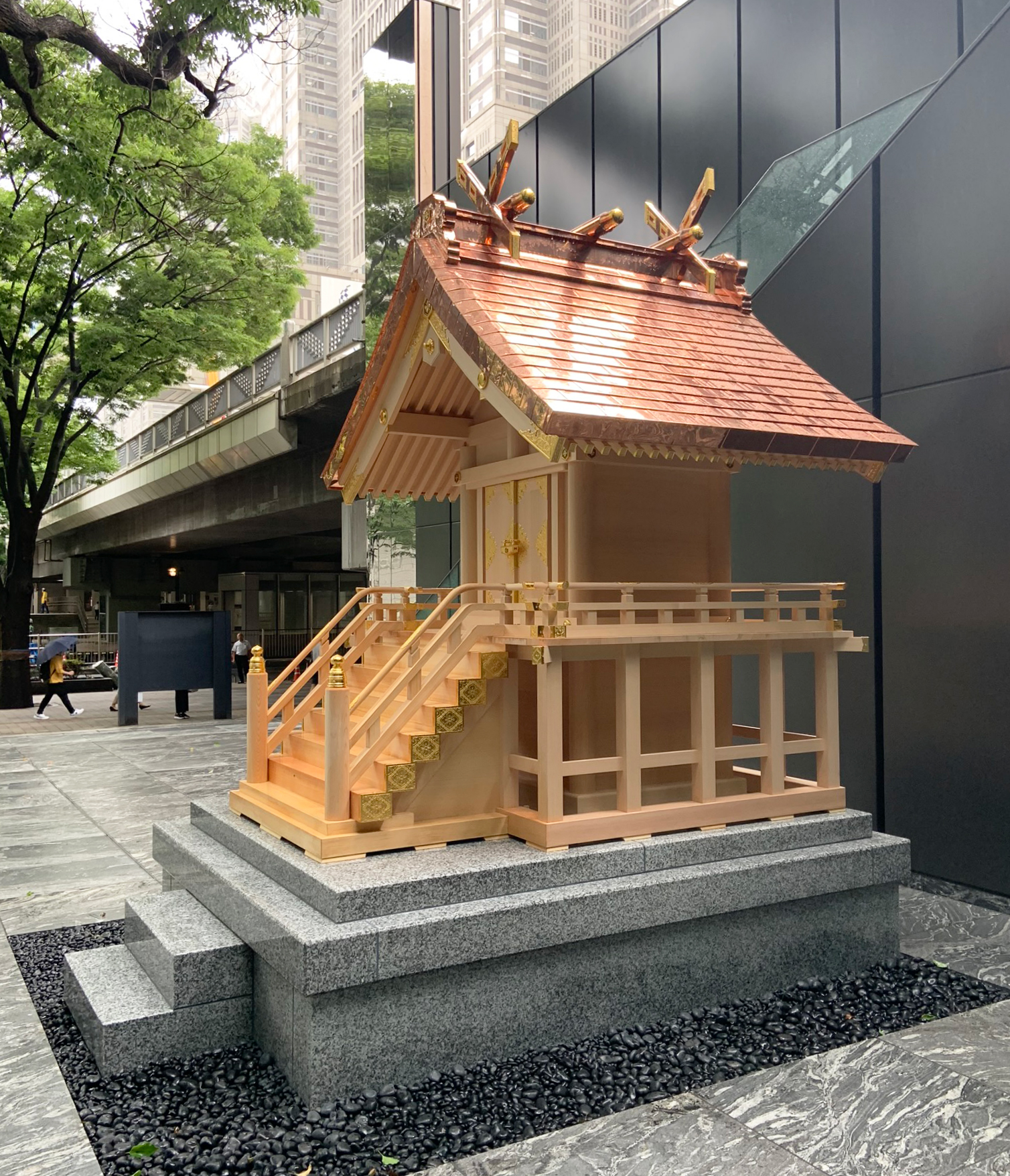
新宿住友ビルの銅葺きの屋外社殿

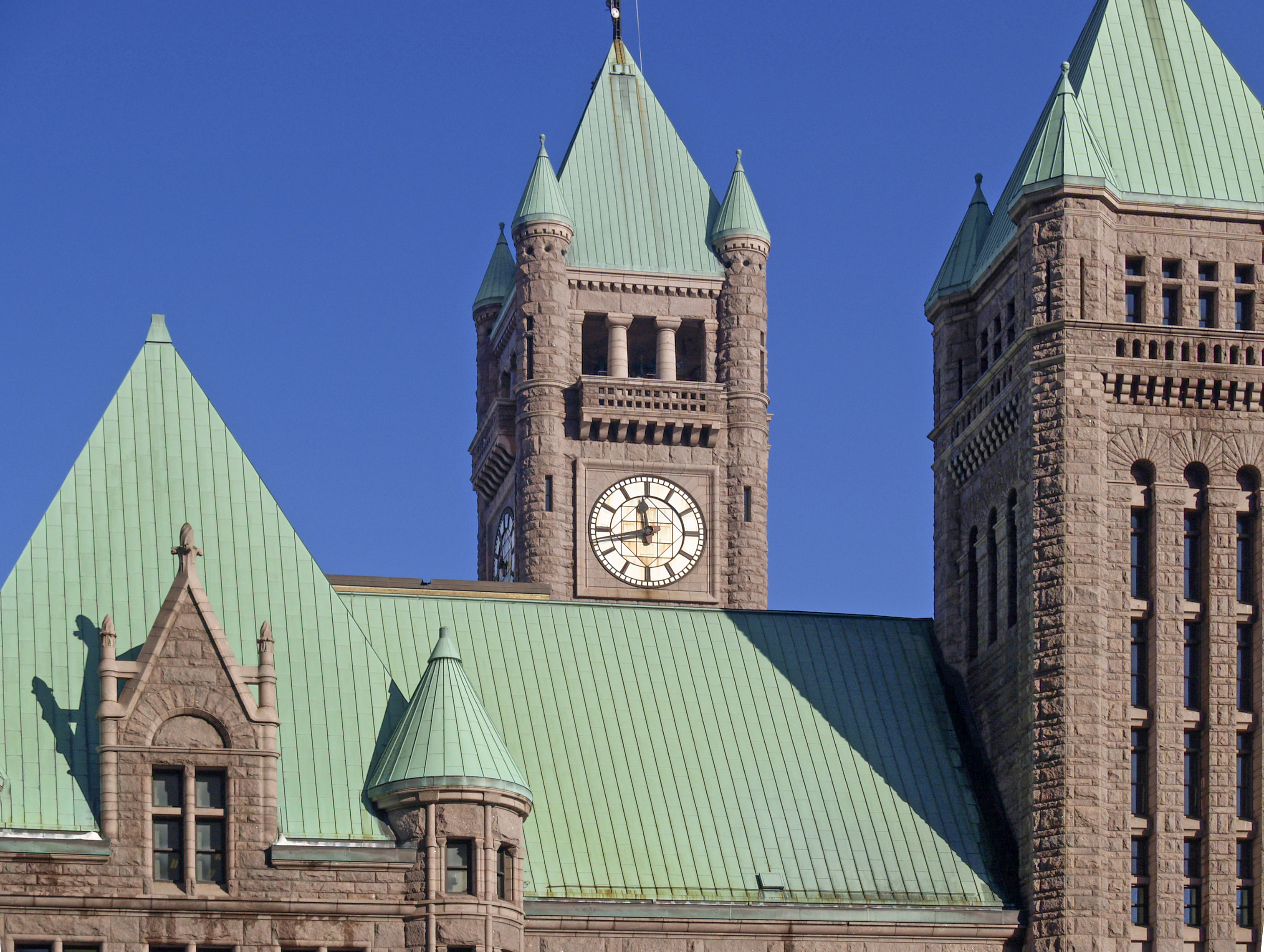
ミネアポリス市庁舎の緑青で覆われた銅の屋根

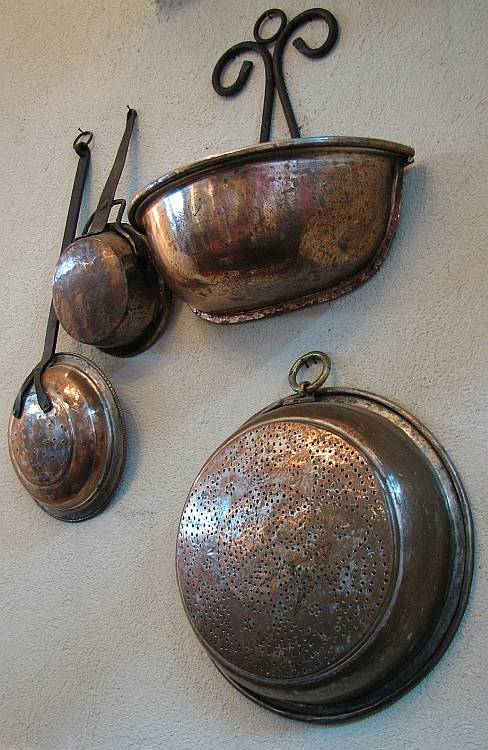
イスラエルのレストランの古い銅製器具

銅はその防水性および防食性、外観の美しさために古代から多くの建物で屋根葺として用いられてきた。これは銅瓦葺きと呼ばれ、これらの建物の屋根に見られる緑色は長期の化学反応によるものである。
銅ははじめ酸化銅(II)に酸化された後、第一銅および第二銅の硫化物を経て最終的に緑青と呼ばれる塩基性炭酸銅となり、この緑青は、酸化腐食に対する高い耐久性を有している。この用途における銅はリンによって脱酸されたリン脱酸銅 (Cu-DHP)として供される。
銅は他の屋根材と比べると高価なため、現代の日本では高級住宅や寺社建築などに限られる。現在では酸性雨の影響もあり、「半永久的な」耐腐食性の建材というわけではない。
避雷針は、主な建築物が破壊される代わりに電流を地面へとそらすための方法として銅が用いられる。銅は、優れたろう付け性能及びはんだ付け特性を有しており、溶接することができ、最良の結果はマグ溶接によって得られる。

### 生物付着防止や殺菌作用
銅包板はフジツボやイガイ、フナクイムシなど固着性の水生生物から船底を保護するための静生物性（微生物が成長、増殖するのを抑制する性質。バイオスタティック）物質として長く用いられてきた。初期には純銅が用いられていたが、その後マンツメタルに代替された。
銅は静生物性を有しているため、銅の表面上では菌類や細菌やウイルスなどの微生物は生育することができない。同様に、銅合金は極限状態においても抗菌性および生物付着防止性を有しており、また構造材としての強さと防腐性を持つという特性を海洋環境において示すため、養殖業において重要な金属材料となった（養殖業における銅合金）。

### 武器・兵器
近現代に到っても薬莢（黄銅）、銃弾の被覆、雷管のケーシング、砲弾の弾帯、成形炸薬弾のライナーなど、弾薬で重要である。鋳鉄よりも鋳造品質が安定していることから大砲は近世期まで主に青銅製であった。掃海艇は鋼鉄の帯びる磁気に反応する機雷を起爆させないよう船体は木造やFRP、エンジンは銅合金製である。

### その他

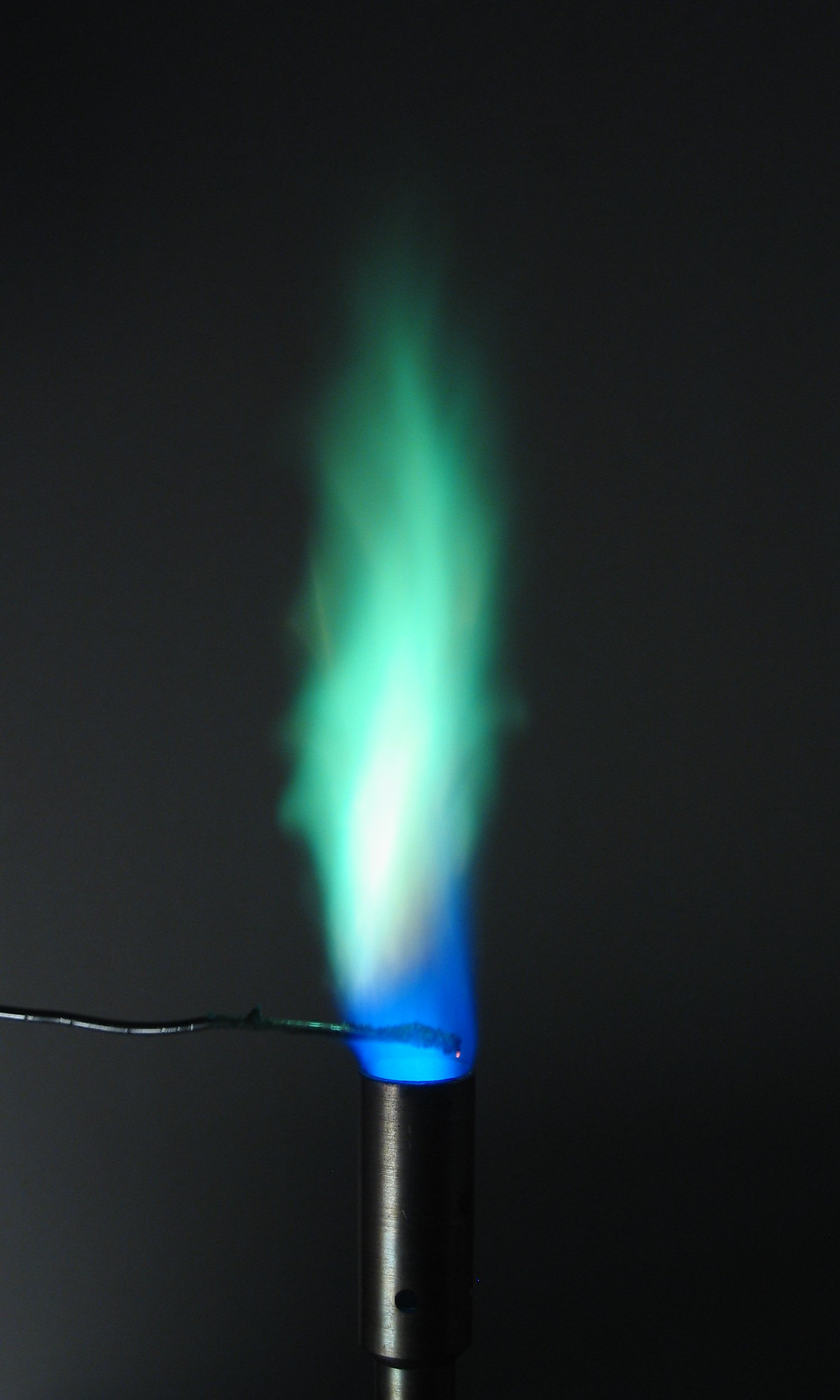
銅の炎色反応の様子

銅は花火の着色料としても用いられる。これは銅の化合物が炎色反応を示すことを利用したもので、青色を得るのに用いられる。炎色反応は青緑色である。また、オリンピックをはじめ、様々な大会やコンクールで、金、銀に次ぐ3位のメダル色として使われる。
熱伝導と加工のしやすさから、板金状の銅を金鎚で叩いて変形させ、加熱調理用器具（鍋やフライパンなど）に応用することもできる。正確に加工された工業品は高級調理器具としても普及している。ただし、電磁調理器においては使用自体はできるが鉄鋼材に比べ加熱効率が劣る。
銅は精子を殺す能力があることから子宮内避妊器具(IUD)に用いられ、その効果は卵管結紮に匹敵する。
液体状態における銅化合物は木の防腐剤に用いられ、特に乾腐による損傷を修復している間に構造の元の部分を取扱う際に利用される。亜鉛と共に銅のワイヤーはコケの成長を阻害するため、被導電性の屋根材量の上に置かれることがある。抗菌性の紡織線維を作るために銅が用いられる。銅は細い導線を容易に作成できるため、繊維に織り込んで絨毯やマットなどに使用されている。また、このような絨毯は銅の高い導電性により静電気の発生を抑制する効果も得られる。同様に銅イオンの持つ殺菌作用を利用した用途として、抗菌仕様の靴下や靴の中敷などにも利用され、陶磁器の釉薬やステンドグラス、楽器などにも用いられる。
電気メッキにおいては、ニッケルのような他の金属をメッキする際の下地として銅が用いられる。
銅は鉛、銀と共に、博物館材料の保管試験であるオディ試験と呼ばれる試験方法に用いられる3つの金属のうちの1つである。この試験において、銅は塩化物、酸化物および硫化物を検出するために用いられる。
銅は化合物または触媒としても用途が広い。代表的な銅の化合物としては塩化銅(II)・酸化銅(II)・硫酸銅(II)などがあり、各種触媒や、防腐剤、殺虫剤、顔料などに用いられている。
銅はまた装飾品にも使われる。民間療法では銅のブレスレットは関節炎を和らげるとされるが、その証明はされていない。また、銅鉱石のうち孔雀石などはその外観の美しさから宝石としても利用される。
銅はコバルト、マンガンに次ぎ、（鉄よりも）硫黄と結合をする性質が強い。そのために硫黄架橋が存在するゴムを侵すことがある（一般に（ゴムに関しての）銅害、と呼ぶ。ゴムに存在する硫黄のS-S架橋より強く自らと結合する性質があるので、このために硫黄架橋は切断され、ゴムの組織が分解・剥離することになる。このため、銅合金製のフックに輪ゴムをかけておくと輪ゴムがすぐに使えなくなったり、銅イオンを含む水が流れるパイプではEPDMなどの加硫がされたパッキンが急速に劣化して水が汚染されたり、銅の近くにゴム製品を置いておくと表面が溶けたりする。）。この性質を用いて、物質から硫黄を吸着することが可能であるが、この応用は医療・美容分野においては銅クロロフィル（クロロフィル中のマグネシウムを銅に置き換えたもの）などに見ることができる（銅クロロフィルにより、口腔などに存在する硫黄化合物を銅に吸着させて清掃することが可能である）。

## 銅合金
純粋な銅は降伏強度が非常に低く (33 MPa)、軟らかい（モース硬度3、ビッカース硬さ50）といった機械的に弱い物理的性質を有しているため、機械加工部品材料としては使用しにくい。このような銅の機械的な弱さとは対照的に、他の金属と合金化して銅合金とすることで非常に優れた機械的強さを示すようになるため、銅の欠点を補い利点を伸ばす銅合金としての用途も幅広い。主要な銅合金として青銅や黄銅があり、ベリリウムやカドミウムなど少量の元素を添加した高純度銅合金なども開発されている。銅はまた、銀や金の合金、宝石業界で用いられるろう材の成分として最も重要なもののうちの1つでもあり、色調の補正や、硬度や融点の調節に利用される。
これらの多様な銅合金は一般的にISO 1190-1:1982もしくはそのISO規格に対応するローカル規格（例えばスペイン国家規格 UNE 37102:1984）によって分類され、これらの規格における各合金の標準規格番号はUNS番号が使用される。

### 黄銅

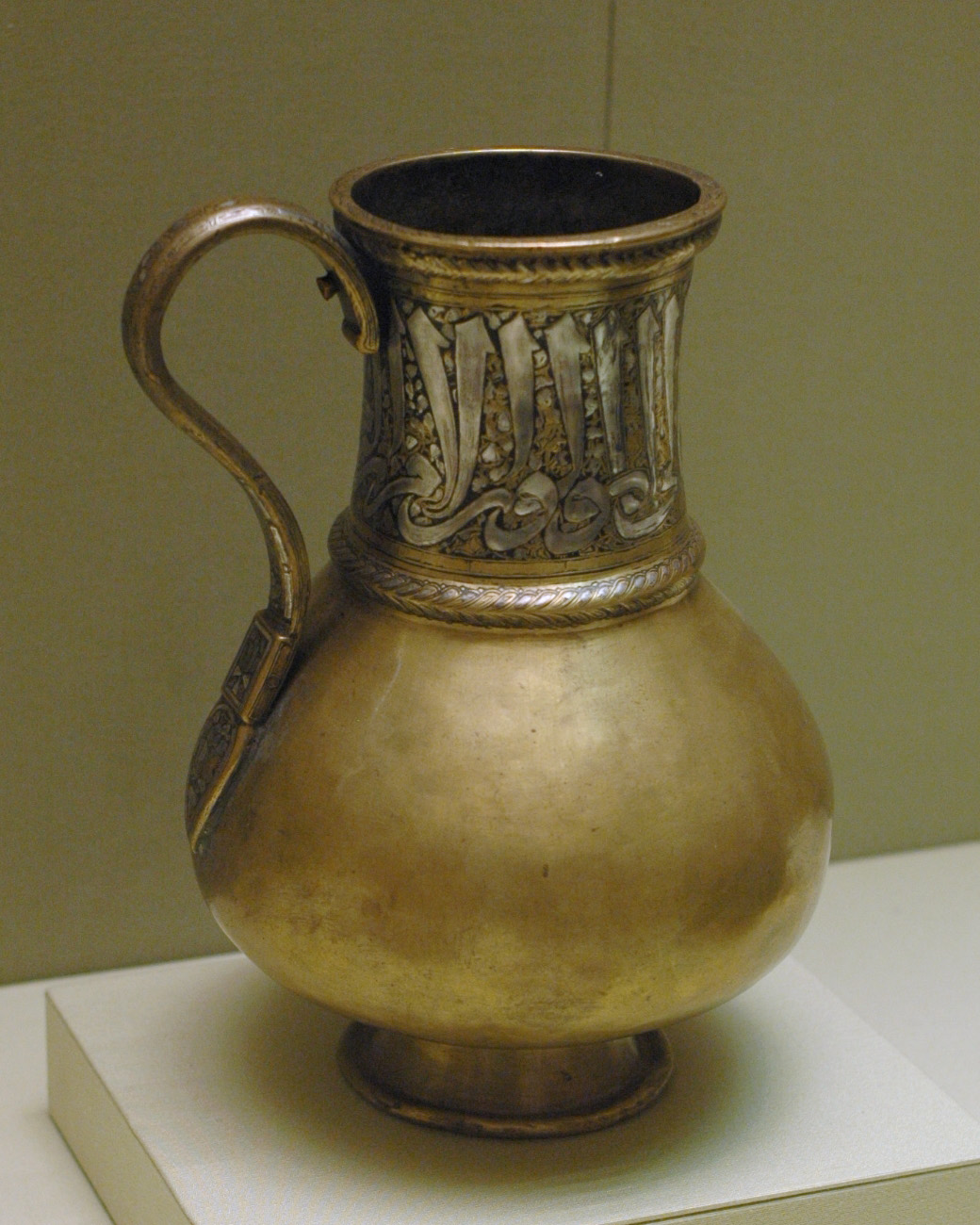
エジプトの黄銅製の花瓶（ルーヴル美術館、パリ）。

銅と亜鉛の合金は一般に黄銅とよばれる。亜鉛の含有率を変化させることで連続的に引っ張り強さや硬さが増大する性質を有しており、銅と亜鉛の比率によって7/3黄銅や6/4黄銅などとよばれそれぞれの性質に合わせて異なる用途に用いられる。金管楽器や仏具などに使われる真鍮は黄銅の1つである。真鍮は錆びにくく、色が黄金色で美しいことから模造金や装飾具などとしてもよく見かける金属である。
黄銅は海水などの塩類を多く含む溶液との接触によって亜鉛が溶出する脱亜鉛現象と呼ばれる腐食が起こる。このような脱亜鉛現象を防ぐためには黄銅へのスズの添加が有効である。6/4黄銅にスズを0.7–1.5 %ほど加えたネーバル黄銅とよばれるスズ入り黄銅は特に海水に強いため、船舶部品などに利用される。スズ入り黄銅のように他の元素を微量に加えた黄銅を特殊黄銅とよび、鉛を加えて切削性を向上させた快削黄銅や、マンガンおよび微量のアルミニウム、鉄、ニッケル、スズを加えて強度や耐食性、耐摩耗性を高めた高力黄銅（またはマンガン青銅とも）などがある。快削黄銅では、鉛の環境負荷に配慮して鉛の代わりにビスマスやセレンが用いられることもある。

### 青銅

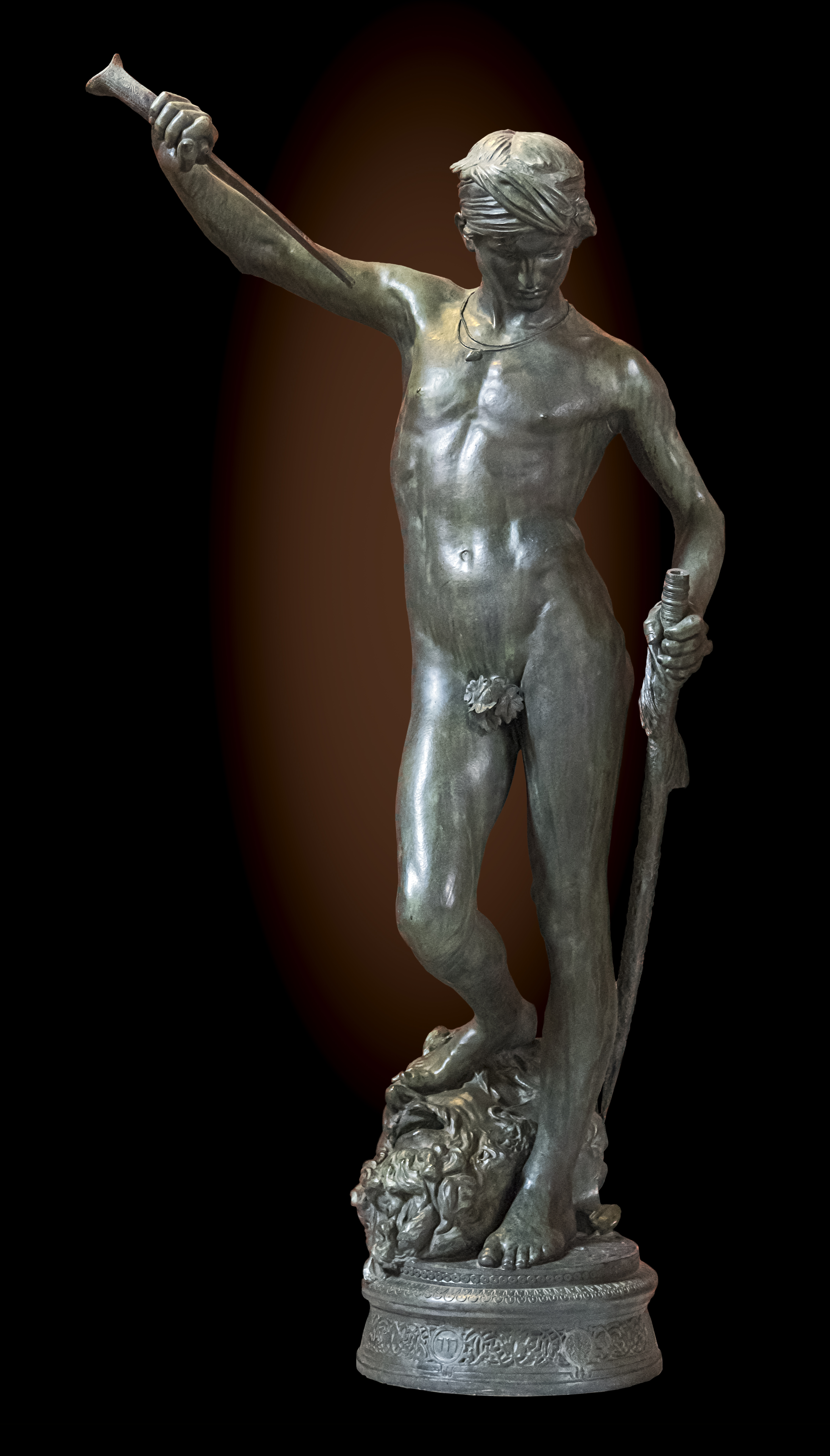
青銅製の聖ダビデ像

古代から武器や通貨などとして用いられた青銅はスズと銅の合金であり、現在でもブロンズ像など、彫刻の材料である。また、アルミニウム青銅などのように、高強度、高硬度、防錆性を有するスズ以外との銅合金も総称して青銅とよばれる。青銅はスズの割合と温度によって多様な相を取り、それぞれ異なった性質を示す。例えば、スズの含有率が少ないものは加工性が良好であるが、スズの含有率が増加するとともに加工性が低下するため、スズ量の少ないもの (10 %以下) は加工用、多いものは鋳造用として利用される。
黄銅と同様に、他の元素を微量に加えた青銅を特殊青銅と呼ぶ。リンを加えて冷間加工性やばね性を向上させたリン青銅や、軸受けに用いられる鉛青銅、リンおよび鉛を加えて切削性を向上させた快削リン青銅、ケイ素を加えて耐酸性を向上させたケイ素青銅などがある。
銅に6–11 %のアルミニウムを加えた合金は、スズを含んでいないもののアルミニウム青銅とよばれる。アルミニウム青銅は機械的な強度が高く耐食、耐熱、耐摩耗性にも優れた合金であり、機械部品や船舶部品などに用いられる。銅とニッケルの合金も同じくスズを含んでいないもののニッケル青銅とよばれる。銅とニッケルはどのような混合比でも合金化するため、銅に10–30 %のニッケルを加えた白銅や、60 %のニッケルを加えたモネルといった幅広い組成比の合金が作られている。白銅は高温での耐食性に優れているため復水器や化学工業用の部材として利用され、貨幣にも使われる。モネルは銅、ニッケルの他に3 %ほどの鉄が含まれており、耐食性および耐熱性に優れている。ニッケル含有量が45 %のニッケル青銅はコンスタンタンとよばれ、標準抵抗線や熱電対に利用される。

### 洋白

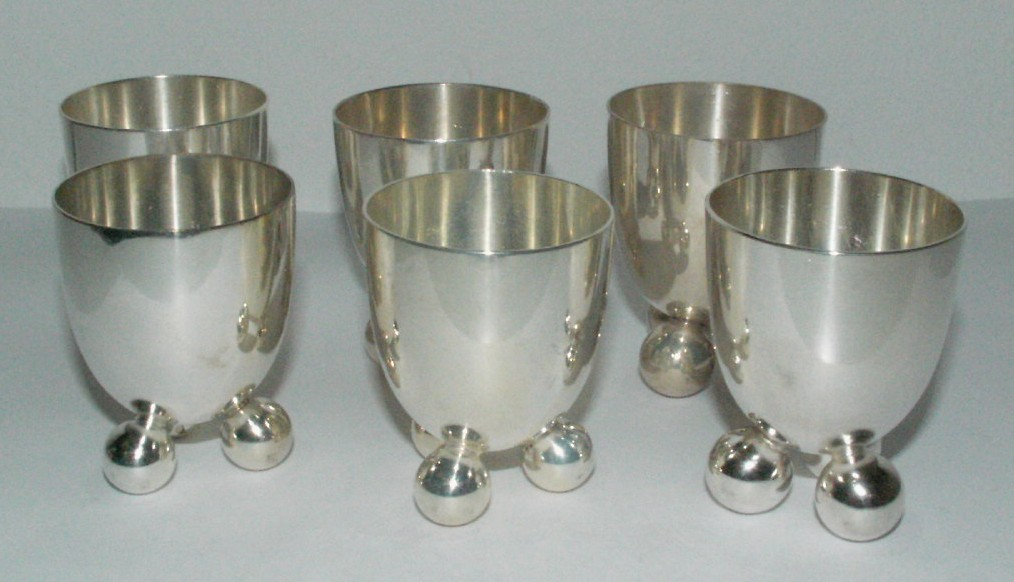
洋白製のゆで卵置き

銅、ニッケルおよび亜鉛の合金は洋白もしくは洋銀と呼ばれ、その組成は銅が50–70 %、ニッケルおよび亜鉛がそれぞれ13–25 %である。洋白はその白銀色の外観から銀の代用として食器などに利用され、良好なばね特性を有しているためばね材やバイメタルにも用いられる。また、洋白に1–2 %のタングステンを加えた白色の合金はプラチノイドと呼ばれ、電気抵抗線に用いられる。

### その他の銅合金
主な工業用の合金として、高純度銅合金や純銅と呼ばれる極めて高い純度の銅にごくわずかな添加物を加えた合金がある。代表的な高純度銅合金にはカドミウム銅、クロム銅、テルル銅、ベリリウム銅などがあり、工業的には機械工業を初めとした分野で銀含有銅、ヒ素銅、快削銅などが利用される。
また、銅に金、銀を加えた合金である赤銅は工芸材料として用いられる。

## 生体内での働きと毒性

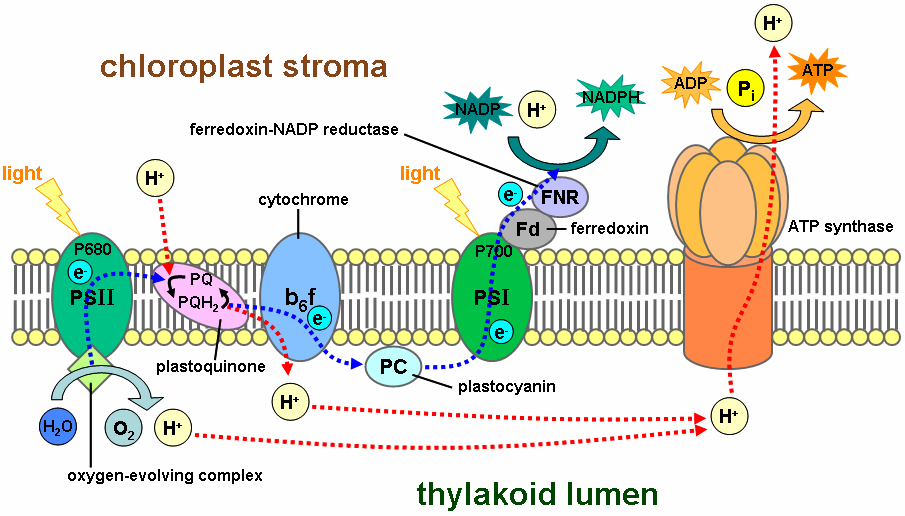
光合成はチラコイド膜の範囲内での精巧な電子伝達の連鎖によって機能する。この連鎖を結びつける中心は青色銅タンパク質と呼ばれるプラストシアニンである。

銅は微生物においてはそうでないが、動植物においては重要な微量元素である。銅タンパク質は生体内における電子伝達や酸素の輸送、Cu(I)とCu(II)の簡単な相互変換を利用したプロセスといった多様な役割を有している。銅の生物学的役割は、地球の大気における酸素の出現とともに始まった。銅の役割としては、ヘモグロビンを合成するために不可欠である元素であることが知られているが、ヘモグロビンそのものには銅は存在しない。銅が活性中心である酸素結合タンパク質であるヘモシアニンは哺乳類におけるヘモグロビンに相当し、ほとんどの軟体動物と、カブトガニのような多くの節足動物において酸素輸送の役目を担う。ヘモシアニンは酸素と結合して青色を呈するため、これらの生物の血は青色をしており、酸素輸送をヘモグロビンに頼る生物のような赤い血は見られない。構造的にヘモシアニンはラッカーゼおよびモノフェノールモノオキシゲナーゼと関係している。これらのタンパク質では、ヘモシアニンが酸素と可逆的な結合を形成する代わりに、ラッカーの形成における役割のように基質を酸化する。
銅はまた、酸素の処理に関わる他のタンパク質の活性中心でもある。酸素を使う細胞呼吸に必要なシトクロムcオキシダーゼはミトコンドリアにおける呼吸鎖に関連しており、酸素の還元のために銅と鉄が協働する。コラーゲン合成に必須なモノアミンオキシダーゼやリジルオキシダーゼの活性中心も銅であり、さらにスーパーオキシドアニオンを酸素と過酸化水素に不均化することによって分解して無毒化するスーパーオキシドディスムターゼの活性中心も銅でもある。
{\displaystyle {\ce {2 HO2 -> H2O2\ + O2}}}
青色銅タンパク質のようないくつかの銅タンパク質は直接基質とは反応しないため、それらは酵素ではない。それらのタンパク質は、電子移動反応とよばれるプロセスによって電子を中継する。

### 摂取
| 属性           | 推奨量(RDA) mg/日 | 耐容上限量(UL) mg/日 |
| -------------- | ----------------- | -------------------- |
| 男性(18歳以上) | 0.9–1.0           | 10                   |
| 女性(18歳以上) | 0.8               | 10                   |

| 属性           | 推奨量(RDA) mg/日 | 耐容上限量(UL) mg/日 | NOAEL mg/日 |
| -------------- | ----------------- | -------------------- | ----------- |
| 男性(19歳以上) | 0.9               | 10                   | 10          |
| 女性(19歳以上) | 0.9               | 10                   | 10          |

2001年に出されたアメリカの報告書 によると、銅成分なしの輸液では一日あたり250–1850 μgの銅が失われる。また銅の損失をゼロ(0)とするには一日あたり510 μgの銅を補給することが(計算上)必要としている。

### 吸収、循環、排出

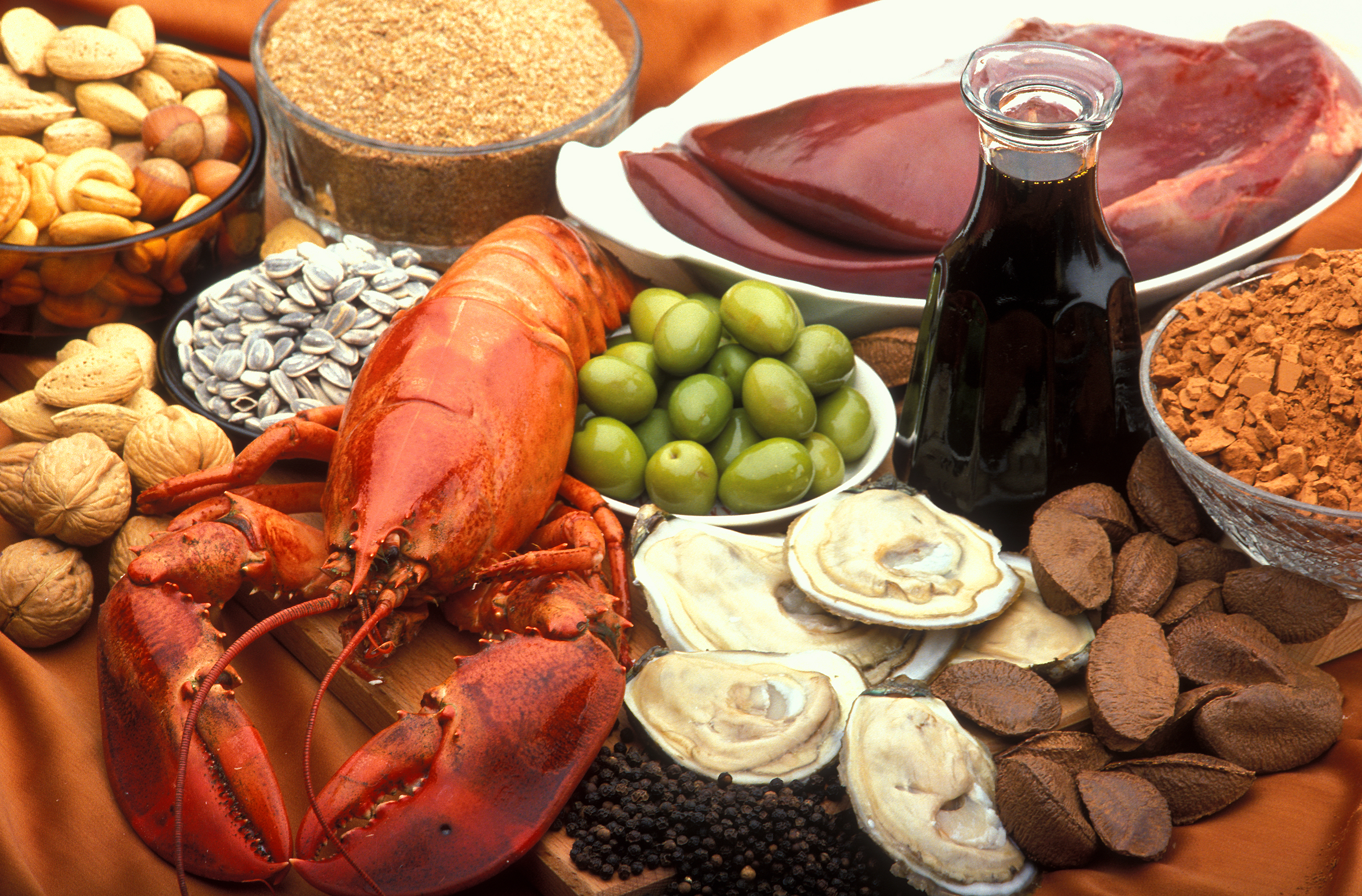
銅の豊富な食品としてはカキ、牛やラムの肝臓、ブラジルナッツ、廃糖蜜、ココア、黒コショウがある。良い補給源としてはロブスター、ナッツやヒマワリの種、グリーンオリーブ、アボカド、小麦の糠がある。

人体には体重1 kgあたりおよそ1.4–2.1 mgの銅が含まれている。銅は腸で吸収され、その後、肝臓に輸送されてアルブミンと結合する。肝臓で処理された後の銅は第二段階として他の組織に分散される。ここの銅輸送プロセスでは、大多数の銅を血液中に輸送するセルロプラスミンが関与している。セルロプラスミンはまた、乳中に排出される銅を運搬し、特に銅源として効率よく吸収される。一日あたりおよそ1 mgの銅が食品から摂取および排出されるのに対して、体内では通常一日あたりおよそ5 mgの銅が肝臓から運び出されて腸で再吸収される腸肝循環によって循環しており、必要であれば胆汁を通じて過剰な銅を体外へと排出できる。

### 銅による障害
膜輸送体が鉄を細胞に取り込むためには、銅による還元が必要である。このため銅の欠乏によって鉄の吸収量が低下し、貧血のような症状や好中球減少、骨の異常、低色素沈着、成長障害、感染症の発病率増加、骨粗鬆症、甲状腺機能亢進症、ブドウ糖とコレステロールの代謝異常などがもたらされる。しかし、銅は要求量がそれほど多くなく、食品中に豊富に存在するためそのようなことは稀である。ただし、特に反芻動物は銅に対して敏感な性質を持つため、家畜などにおいては銅の不足により神経障害や貧血、下痢などが発生することがある。これは飼料に銅を含んだミネラル分を添加することで改善される。また、亜鉛の過剰摂取は小腸細胞において金属結合性タンパク質であるメタロチオネインが誘導され、銅がこのタンパク質にトラップされる結果、銅の摂取が阻害される。例えば、ウサギの健康な成長のために必要な最低限の銅摂取量は、少なくともエサ中に3 ppmは必要であることが報告されている。
ヒトにおいては、体内の銅の吸収と排出を管理する銅の輸送システムのために、銅の過剰症は通常起こらない。しかしながら、銅の輸送タンパク質における常染色体の劣性突然変異によってこの輸送システムが働かなくなるため、このような欠陥遺伝子対を遺伝した人において肝硬変や銅の蓄積を伴うウィルソン病が、あるいは銅欠乏となるメンケス病を発症することがある。また、グラム単位の様々な銅塩は人体に対して深刻な毒性を示すため自殺目的に用いられ、その機序はおそらく酸化還元サイクルおよび、DNAに損傷を与える活性酸素種の生成によると考えられている。銅換算で体重1 kgあたり30 mgに相当する量の銅塩は動物に対して毒性を示すように、多くの動物にとって慢性的に過剰な銅の摂取は毒である。反芻動物では銅の過多により肝硬変や発育不全、黄疸、などが起こりうる。例えば、ウサギのエサ中の銅濃度が100 ppm、200 ppm、500 ppmとより高濃度になると、飼料要求率や成長率、枝肉の歩留まりに有意な影響がある可能性が示唆されている。無脊椎動物の多くは過剰供給となって代謝異常を起こす閾値が脊椎動物よりも低い。例えば水槽内で海産魚を飼育する時に、魚病薬として硫酸銅の水溶液を少量飼育水に添加することがあるが、この処置をいったん行った水槽は、飼育水中に微量の銅イオンが溶け出すため、もはや海産無脊椎動物の飼育には不適当といわれている。
著しい銅の欠乏は血漿もしくは血清銅濃度の低下（セルロプラスミン濃度の低下）および、赤血球スーパーオキシドディスムターゼ濃度の低下の検査によって発見することができるが、これらの検査は低濃度の銅に対する感度が高くない。「白血球および血小板のシトクロムcオキシダーゼ活性」は欠乏のもう一つの要因として提示されたが、その結果は反復試験によって確かめられなかった。
銅による食中毒例として、2020年、やかんの水にスポーツドリンクを溶かして摂取した高齢者が吐き気や下痢を訴えた例がある。やかんはステンレス製のものであったが、長年、水道水に含まれる銅が水垢として堆積し、酸性のスポーツドリンクにより溶け出したという極端な原因であった。保健所が調査したところ、飲料から1 Lあたり200 mgの銅が検出されている。

### 植物における銅
植物における銅の役割としては、生体内における数種類の酸化還元反応にかかわる酵素を活性化する働きや、光合成に必要なクロロフィルに銅が結合しており、クロロフィルの合成に肥料として銅が不可欠であるということが分かっている。しかし、クロロフィルの合成段階において銅がどのような役割を担っているのかなど詳しいことについては未だ判っていない。銅の欠乏によって黄白化、光合成能力の低下、種子の形成異常あるいは枯死などが起こる。銅の過剰供給もまた植物に対して毒性を示し、そのような環境下では銅イオン耐性の強い特殊な植物が繁茂する。例えば、寺社の銅屋根を伝った水が滴るような場所には銅イオン耐性の強いホンモンジゴケが優占することがよく知られている。下等植物の生育や増殖に少量の銅が不可欠であることが知られている。

### 抗菌性
多くの抗菌効果の研究において、A型インフルエンザウイルスやアデノウイルス、菌類だけでなく、広範囲にわたる細菌を殺菌するための銅の有効性について、10年以上研究されてきた。研究の結果、建物内の給水管に使用した場合、表面に生成される酸化膜や塩素化合物の影響により、短期間に不活化能力が低下する現象のほか、残留塩素の低減作用が明らかとなっており、実用上の課題として認識されている。
銅合金の表面には広範囲の微生物を不活化する固有の能力があり、例えば腸管出血性大腸菌やメチシリン耐性黄色ブドウ球菌 (MRSA)、ブドウ球菌、クロストリジウム・ディフィシル、A型インフルエンザウイルス、アデノウイルスなどを不活化する。約355の銅合金において、定期的に洗浄していれば2時間以内に病原菌の99.9 %以上が不活化されると証明された。
アメリカ合衆国環境保護庁 (EPA)は「公的医療による抗菌性材料」としてこれらの銅合金の登録を承認し、登録された抗菌性銅合金で製造された、製品の明確な公衆衛生効果の主張を合法的に行うことが許可された。さらにEPAは、横木、手摺、蛇口、ドアノブ、洗面所、ハードウェア、キーボード (コンピュータ)、スポーツクラブの器具など、抗菌性銅から作られた抗菌性銅製品の長い一覧を承認した（全品目はen:Antimicrobial copper-alloy touch surfaces#Approved products参照）。
銅製のドアノブは、病院で院内感染を防ぐために用いられ、レジオネラ症は配管システムに銅管を用いることで抑制することができる。抗菌性銅合金製品はイギリス、アイルランド、日本、韓国、フランス、デンマークおよびブラジルにおいて、医療施設に用いられている。また、南米チリのサンティアゴでは、地下鉄輸送システムにおいて銅-亜鉛合金製の手摺が、2011年から2014年の間に約30の鉄道駅に取り付けられることになっている。